# Chiang Kai-shek
Este es un nombre chino; el apellido es Chiang o Jiang.

Escudo de Armas con Collar de la Orden del Mérito Civil

Chiang Kai-shek o Jiang Jieshi (en chino tradicional, 蔣介石; en chino simplificado, 蒋介石; pinyin, Jiǎng Jièshí; Wade-Giles, Chiang Chieh-Shih; pe̍h-ōe-jī, Chiúⁿ Kài-se̍k; grafías alternativas: 蔣中正T, 蒋中正S, Jiǎng ZhōngzhèngP, Chiang Chung-chengW, ChiúⁿTiong-chìngPOJ; Xikou, 31 de octubre de 1887-Taipéi, 5 de abril de 1975) fue un militar, estadista y dirigente chino. Sucedió a Sun Yat-sen como presidente del Partido Nacionalista Chino (Kuomintang o KMT), y gobernador supremo bajo diversos cargos, de la República de China fundada en Nankín en 1927. Tras la derrota de los nacionalistas frente a los comunistas en 1949, se refugió con su gobierno en la isla de Taiwán (Formosa).
Chiang Kai-shek fue dictador de Taiwán desde 1949 hasta su muerte en 1975 a través del decreto de ley marcial, cuando fue sucedido por su hijo Chiang Ching-kuo. Durante su etapa en Taiwán nunca se resignó a que el exilio fuera definitivo. Mantuvo la esperanza de que el comunismo acabaría cayendo y que la República de China, bajo su liderazgo, reconquistaría la China continental.
Tras la invasión japonesa de China, el Gobierno dirigido por Chiang Kai-shek se replegó hacia el interior del país, estableciendo la capital provisional en Chongqing, ya que Nankín había caído en manos de los japoneses, que instauraron allí un Gobierno títere presidido por Wang Jingwei.
Durante la invasión japonesa, el KMT interrumpió la lucha contra el Partido Comunista de China, formando un frente unido contra los invasores. Al final de la Segunda Guerra Mundial, los japoneses se retiran de China, que recupera además la isla de Taiwán. En ese momento, se reanuda el enfrentamiento con los comunistas, dirigidos por Mao Zedong.
El 1 de enero de 1947, se aprobó una nueva Constitución para la República de China (no confundir con la República Popular China). A lo largo de ese año, se eligió a los miembros de las diferentes cámaras del Parlamento nacional, y en abril de 1948, Chiang Kai-shek asumió el cargo de presidente de la República. El gobierno del KMT parecía estar afianzando su control sobre el territorio, a pesar de todas las dificultades, pero ya en 1946 se intensificó la lucha con los comunistas. Contra todo pronóstico, las fuerzas comunistas del llamado Ejército Popular de Liberación, desde sus bases de poder en el campo, consiguieron finalmente ganar esta guerra civil. A lo largo de 1949, se sucedieron las victorias comunistas. Chiang Kai-shek empezó a enviar personal hacia el sur para preparar desde allí la ofensiva contra los comunistas. El gobierno del KMT se vio obligado a abandonar Nankín. El 5 de febrero, la capital se trasladó a Cantón. El 26 de mayo, Chiang se desplazó a Taiwán. 
Ante el avance comunista (el 1 de octubre Mao Zedong había proclamado la fundación de la República Popular China), el Gobierno republicano trasladó la capital provisional de Cantón a Chongqing el 15 de octubre y finalmente a Chengdu el 29 de noviembre. Chiang había vuelto al continente desde Taiwán el 14 de noviembre y estuvo en Chonqqing y Chengdu intentando resistir la victoria comunista. Finalmente, el 8 de diciembre, Chiang dio por perdida la China continental y ordenó a sus tropas y a los más altos cargos del Gobierno que abandonasen Chengdu. El 10 de diciembre de 1949, Chiang Kai-shek y su hijo Chiang Ching-kuo volaron a Taiwán, desde donde esperaban poder reorganizarse para derrotar a los comunistas. Chiang Kai-shek nunca volvió a pisar la China continental.

## Nombres
Chiang utilizó nombres diversos a lo largo de su vida. Durante su etapa en Cantón al frente de la Academia Militar de Whampoa, usaba el nombre cuya transcripción pinyin es Jiǎng Jièshí (en chino tradicional: 蔣介石, en chino simplificado: 蒋介石, Wade-Giles: Chiang Chieh-shih). La forma habitual en Occidente "Chiang Kai-shek" corresponde a la transcripción que se hizo en aquella época de este nombre de acuerdo con su pronunciación en el dialecto cantonés hablado en Cantón. Chiang Kai-shek y Sun Yat-sen son las únicas personalidades históricas chinas cuyos nombres se transcriben habitualmente en Occidente en forma cantonesa, y no en mandarín.
En el mundo hispanohablante, este nombre ha aparecido en los medios escritos con mucha frecuencia en la forma errónea «Chiang Kai-chek», probablemente por influencia de la antigua adaptación francesa Tchiang Kaï-cheky dado que en la grafía del español no existe el fonema 'sh'.

## Infancia y juventud
Chiang Kai-shek nació el 31 de octubre de 1887 en la localidad de Xikou del distrito de Fenghua, en la provincia de Zhejiang. La familia era la principal de la pequeña aldea de tres calles, situada a la orilla del río Shanxi; el padre de Chiang tenía un comercio en el que vendía, entre otros productos, sal, mercancía que era un monopolio del Estado. Su madre era la tercera esposa de su padre, una viuda ambiciosa que se había casado con él después de pasar una temporada retirada en un monasterio budista tras la muerte de su primer marido. Chiang nació al año de casarse sus padres.
Fue un niño enfermizo, soberbio y necesitado de la atención de los demás muchachos, entre los que trataba de destacar a toda costa, incluso poniendo en riesgo su salud. Estudiante poco destacado según sus tutores de infancia que le enseñaban de memoria los clásicos chinos, tenía también cierta tendencia a la soledad —que mantuvo toda su vida— y a vagar por parajes naturales (abundantes en su localidad natal) y monasterios. Cuando tenía siete años, la suerte de la familia cambió: murió su padre y su madre perdió gran parte de los bienes de la familia a manos de sus cuñados, que desde hacía dos años se disputaban la herencia del abuelo de Chiang. La familia tuvo que abandonar la antigua casa familiar y mudarse a otra mucho más modesta de la aldea. La madre tuvo que retomar su antiguo oficio de costurera para mantener a la familia, que pasó apuros económicos. La educación de los niños fue espartana. La madre, tras la muerte de otro de sus hijos, centró sus grandes ambiciones en Chiang, con el que estableció una estrecha relación, mezcla de protección, ambición materna y dura disciplina.

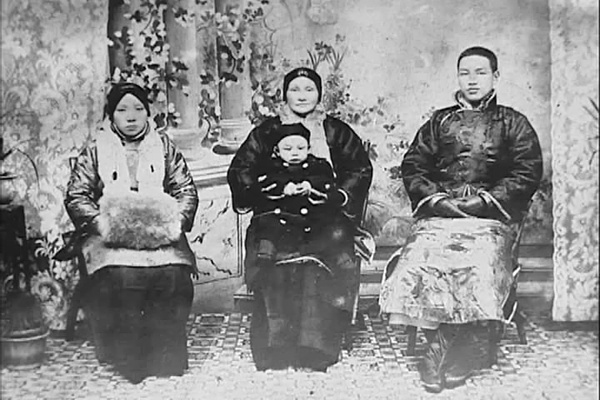
El joven Chiang (derecha), junto a su primera esposa, Mao Fu-mei (izquierda) y su severa madre (centro), que tiene en su regazo a su nieto, el primer hijo de Chiang, Chiang Ching-kuo.

En 1901, lo casaron con una muchacha analfabeta del pueblo, Mao Fu-mei. La madre de Chiang, con su severidad, desbarató pronto el cariño inicial de la pareja. Poco después Chiang, que tenía por entonces catorce años, partió a la escuela de la Montaña del Fénix. Dos años después pasó a otra del puerto de Ningbo y al año siguiente, a otra de Fenghua.

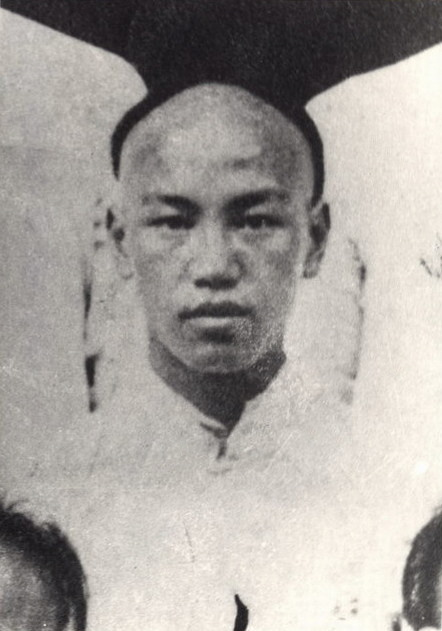
Chiang en 1907, en la Academia Militar de Baoding, poco antes de trasladarse a Japón para proseguir allí sus estudios militares.

Decidido a emprender una carrera militar, en la primavera de 1905 marchó a Japón, la potencia regional que en 1895 había derrotado al imperio y en 1905, a Rusia. Para entonces ya se había declarado contrario a la dinastía Qing y se había cortado la coleta, símbolo de sumisión a los manchúes. Sin la necesaria recomendación de la Junta de Guerra pequinesa, requisito necesario para ingresar en las academias militares niponas, Chiang pasó varios meses en Japón aprendiendo japonés antes de regresar a Xikou. Poco después volvió a partir, esta vez a Shanghái. Le siguió su madre, convencida por una adivina del brillante futuro que tendría su nieto, que por ello arrastró consigo a Mao Fu-mei. Aunque Chiang no deseaba tener hijos, tuvo uno con su esposa, intimidado por su madre, que le amenazó con suicidarse si no lo hacía.
En 1906 ingresó en la academia militar de Baoding. Esta contaba con instructores japoneses. Un año después, en 1907, se trasladó a Japón, donde, tras ingresar en la Academia del Ejército Imperial Japonés, acabó destinado en una unidad de artillería del Ejército imperial japonés en la que sirvió un año, hasta 1911, cuando volvió a China con motivo del levantamiento de Wuchang, la insurrección que desencadenó el final de la China imperial. Durante su estancia en Japón, en la que se acostumbró a la durísima disciplina militar japonesa, se había unido a los círculos revolucionarios antimanchúes, encabezados por Sun Yat-sen, en 1910.

## Colaboración con Sun Yat-sen

### Vana oposición a Yuan Shikai
En noviembre organizó un grupo revolucionario de unas cien personas que tomó la guarnición de la principal ciudad de su provincia natal, Hangzhou. Esta fue una de las diversas revueltas que siguieron a la Revolución de Xinhai de octubre. Chiang se trasladó entonces a Shanghái, donde se lo nombró jefe de una brigada revolucionaria pagada por comerciantes locales, que pronto se deshizo por la escasa calidad de los reclutas. Chiang, que adoptó un estilo de vida depravado, estableció vínculos con las sociedades secretas de la ciudad. Nombrado jefe de regimiento por Chen Qimei, con el que mantenía estrechas relaciones, forjó amistad con diversos personajes del partido que le ayudaron en su ascenso en él. Tras asesinar a un rival político en 1912, pasó a Japón acompañando a Chen, que había renunciado al Gobierno de Shanghái; allí comenzó a publicar una revista militar en la que abogó por un gobierno de despotismo ilustrado, mezcla de los «ideales de Washington con los métodos de Napoleón». Posteriormente regresó a Shanghái, de nuevo junto a Chen, para oponerse al creciente poder de Yuan Shikai.

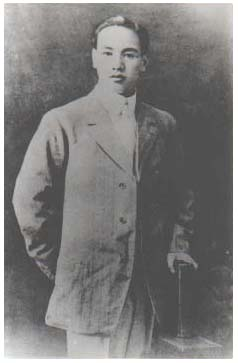
El atildado joven Chiang en 1912, año que pasó entre la gran Shanghái y Japón. Vida desenfrenada y actividades revolucionarias.

Durante la fallida Segunda Revolución emprendida para apartar del poder a Yuan, Chiang asaltó sin éxito el arsenal de Shanghái. Fracasado el golpe de mano, se refugió en la concesión internacional antes de exiliarse en Japón, perseguido por las autoridades. En 1914, de vuelta en Shanghái, participó en otro fracasado alzamiento contra Yuan, desbaratado por el gobernador. Huyó nuevamente a Japón donde se unió a Sun Yat-sen e ingresó en el nuevo y diminuto Partido Revolucionario Chino de este. Enviado por Sun a recaudar fondos para la organización por el sureste asiático, abandonó la misión cuando su barco hizo escala en Shanghái. Por insistencia suya, los revolucionarios asesinaron al símbolo más destacado del gobierno de Yuan en la urbe, el gobernador militar, el 10 de noviembre de 1915. Eliminado el gobernador, Chiang y su correligionario Chen Qimei sobornaron a la tripulación de buque insignia de la flota anclada en la ciudad para que se alzase contra Yuan. El motín, que estalló el 5 de diciembre y contó con apoyo de grupos afines en tierra, fracasó. Otro intento posterior de ganarse a la guarnición de una fortaleza al noroeste de la ciudad también acabó en fracaso. Después de pasar a la clandestinidad, marchó a Shandong por orden de Sun Yat-sen, para participar en el malhadado plan para hacerse con el control de la provincia. Después de dos semanas, abandonó la operación, que terminó en derrota para los revolucionarios.
Tras la muerte de Yuan Shikai en junio de 1916, comenzó la época de los caudillos militares en la que estos se disputaron el poder en el país. Una de las agrupaciones militares de Guangxi que había ocupado la vecina provincia de Guangdong permitió a Sun Yat-sen instalarse en Cantón. Sun nombró a Chiang jefe de las unidades revolucionarias del ejército regional que lo sostenía, que se hallaba al mando de Chen Jiongming, con el que Chiang mantuvo tirantes relaciones. Aunque los diputados de Pekín, expulsados de la capital, acudieron a Cantón, eligieron a Sun presidente y le encargaron preparar una expedición al norte para expulsar a los caudillos militares, los generales cantoneses que lo protegían no mostraron interés alguno en la empresa y Sun carecía por entonces de fuerzas militares propias para llevarla a cabo por su cuenta. Frustrado, Sun abandonó Cantón y pasó a Shanghái en el verano de 1918, adonde lo acompañó Chiang.
De nuevo en la gran ciudad, retomó la vida de desenfreno anterior, que unió a su temperamento irascible, arrogante y terco. Chiang, a pesar de su conservadurismo confuciano, mostraba escaso respeto por sus superiores y mayores, con escasas excepciones, entre las que se contaba Sun. Durante esta época, estableció lazos con la Banda Verde, una sociedad secreta que controlaba gran parte del crimen organizado de la urbe.
Durante su estancia en Shanghái se casó con su segunda esposa, cuatro años mayor que el hijo de Chiang, Chiang Ching-kuo. Para entonces Chiang había adoptado a otro niño, Chiang Wei-kuo, según Chiang hijo natural de su correligionario Dai Jitao. Chiang, estéril ya por sus enfermedades venéreas —muy extendidas entre la población de la urbe—, dejó estéril también a su nueva esposa, a la que no había comunicado que estaba enfermo. A comienzos de 1922, la pareja marchó a Cantón, a unirse a Sun Yat-sen. Chiang retrasó la vuelta al sur todo lo posible, pues no deseaba trabajar con Chen Jiongming. Algunos meses más tarde, en la primavera, volvió a Zhejiang, para estar con su madre, moribunda, que falleció el 14 de junio.

### Periodo cantonés
En octubre de 1921, volvió a Cantón, que Chen Jiongming había recuperado de manos de la camarilla de Guangxi. Pronto surgieron desavenencias entre Sun Yat-sen, que deseaba continuar las operaciones militares en Hunan y Hubei para comenzar la reunificación territorial del país, y Chen, que deseaba concentrar la actividad en Cantón. En junio la tensión se trocó en enfrentamiento militar; por entonces Chiang no se encontraba en Cantón, sino en su aldea natal, en las tradicionales celebraciones del aniversario del fallecimiento de su madre, pero regresó de inmediato al sur. El 29 del mes, se unió a Sun en la cañonera en la que este se había refugiado de la acometida de Chen.
No pudo evitar la derrota de Sun Yat-sen a manos del caudillo militar cantonés Chen Jiongming, que acabó con el exilio de aquel en Shanghái, en agosto de 1922. Aunque Chiang fue incapaz de vencer a Chen, la ayuda que prestó a Sun en este aprieto sirvió para convertirlo en su estrecho colaborador. El 20 de octubre, se lo nombró jefe del Estado mayor de uno de los generales cantoneses que habían permanecido fieles a Sun y que dominaba Fuzhou. En enero de 1923, estas fuerzas, en concierto con las de Guangxi y Yunnan, expulsaron a Chen de Cantón, lo que permitió que retornase a ella Sun en febrero. Chiang lo siguió a finales de abril y allí se le nombró jefe del Estado Mayor de Sun.
En agosto, Sun envió a Chiang como representante del partido a Moscú para recabar ayuda soviética. Llegó a la capital soviética el 2 de septiembre, al frente de una reducida delegación. Tras el rechazo de la Comintern a respaldar el proyecto de Sun de una ofensiva contra los caudillos militares del norte de China, que aquella consideraba prematuro, Chiang regresó relativamente descontento a China a finales de noviembre, habiendo obtenido, no obstante, la promesa de ayuda militar para el partido. Llegó a Cantón en enero de 1924. Aunque el informe a Sun fue muy crítico con los soviéticos, a los que acusó de imperialistas y de pretender someter el país a su modelo político, Sun decidió poner en práctica la alianza con Moscú, ayudado por su nuevo asesor soviético, Mijaíl Grusenberg Borodin. Durante varios años y hasta la ruptura con Moscú en 1927, la relación con la URSS fue la principal de entre las mantenidas con las potencias.

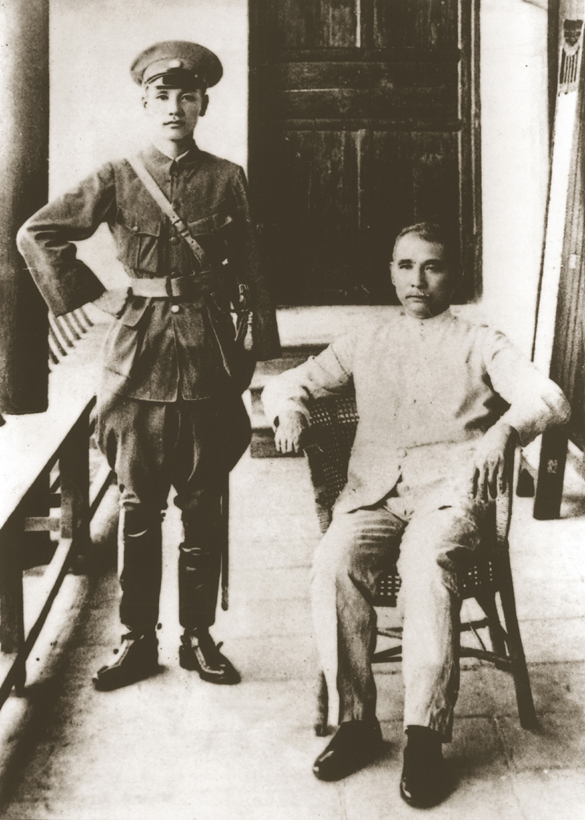
Chiang junto a Sun Yat-sen (sentado), el día en que comenzaron las clases en la Academia Militar de Whampoa, el 16 de junio de 1924.

El 21 de abril de 1924, se lo nombró director de la Academia Militar de Whampoa y jefe del Estado Mayor del Ejército de Cantón. Según Sun, los oficiales que se graduasen en la academia debían formar el núcleo del ejército del partido que llevase a cabo la ansiada revolución. Entre agosto y octubre, Chiang dirigió, con la ayuda de Borodin, el enfrentamiento con los comerciantes de Cantón, que se armaban para enfrentarse al Gobierno. A mediados de este último mes, la tensión condujo a choques armados que acabaron con varios cientos de muertos. Chiang logró aplastar a las fuerzas rebeldes y Sun le otorgó el mando de todas las unidades militares. El choque, sin embargo, arrasó gran parte del importante distrito comercial cantonés.
Entre febrero y abril de 1925, participó al frente de dos regimientos de la academia y junto a algunas unidades del ejército de Cantón en la Primera Expedición Oriental, una campaña contra las fuerzas de Chen Jiongming que logró expulsarlo temporalmente de la zona oriental de la provincia. En junio las fuerzas del Kuomintang tuvieron que abandonar la persecución de Chen y regresar a Cantón, que habían ocupado las fuerzas teóricamente aliadas de los ejércitos de Yunnan y Guangxi. En la lucha contra las unidades mercenarias, disputada entre el 6 y el 12 de junio de 1925, se nombró a Chiang jefe de la guarnición de Cantón. Sus tropas realizaron algunas de las principales acciones que condujeron a la derrota de aquellas, lo que aumentó el prestigio de Chiang. De nuevo, en los combates tuvo un papel destacado la planificación de su asesor militar soviético, Blücher. A partir del verano de ese año, Chiang fue el principal militar del Gobierno cantonés, gracias tanto a presidir la Academia de Whampoa como a mandar la guarnición de la ciudad. Desde julio pertenecía además al Consejo Militar. En marzo de ese año había fallecido Sun Yat-sen, lo que desató la rivalidad entre los miembros del Kuomintang, tanto para sucederlo al frente del partido como por las diferencias ideológicas entre ellos. Los tres principales dirigentes para ocupar el lugar de Sun eran Wang Jingwei, Hu Hanmin y Liao Zhongkai, todos ellos colaboradores del fallecido Sun durante largo tiempo. Hasta entonces Chiang era un personaje secundario en la lucha por el poder en el partido. En julio se formó un Gobierno encabezado por Wang —aliado de Liao—, lo que supuso un revés para Hu y sus partidarios.
Apartado Hu Hanmin, que fue enviado a Moscú tras el asesinato de a manos de un miembro de una sociedad secreta organizada por su hermano, Chiang se deshizo de otro importante rival. Con la aquiescencia de Wang Jingwei, neutralizó al general Xu, comandante del Ejército de Cantón y ministro de Guerra, que fue relevado en septiembre. En la práctica, Cantón quedó entonces dominado por un triunvirato formado por Wang, Borodin y el propio Chiang. La eliminación de Xu había acabado con la amenaza de un golpe de la derecha del partido y aumentado las tropas a las órdenes de Chiang hasta los treinta mil soldados, pero había reducido la calidad de las fuerzas armadas. Chiang quedó como jefe militar del partido. El Ejército Nacional Revolucionario (ENR) se reorganizó en cinco cuerpos de ejército, de los que Chiang mandaba el primero. El ENR se fogueó en tres campañas entre octubre de 1925 y enero de 1926, que reforzaron el control del Kuomintang de la provincia de Cantón. El prestigio de Chiang creció por la derrota definitiva de Chen Jiongming en noviembre de 1925.
A principios de 1926, los nacionalistas conquistaron Hainan, isla con importantes depósitos minerales y abundantes cosechas. A continuación se celebró el congreso anual del partido, dominado por la izquierda, pero en el que Chiang salió bien librado, representando la unidad entre la izquierda y la derecha del partido. Fue elegido miembro del Comité Ejecutivo Central, dominado por la corriente izquierdista del partido y los comunistas.
El 20 de marzo y por sorpresa, implantó la ley marcial y detuvo a algunos comunistas y asesores soviéticos, acusados de participar en una conspiración. Según Chiang, su acción había sido sido una simple reacción a una confabulación comunista para secuestrarlo, mientras que estos y la izquierda del Kuomintang creían que Chiang había demostrado su fuerza en un momento que le era favorable, en medio de una gran tensión entre las corrientes izquierdista y derechista del partido. Tras lograr el 23 de marzo que el CEC del partido respaldase su exigencia de que los representantes de la izquierda fuesen relevados de sus puestos, retiró las tropas, afirmó que todo se había debido a una confusión y sostuvo que el golpe de mano se había dirigido exclusivamente a los comunistas, sometidos en su opinión a los soviéticos. Consiguió además que parte de los asesores soviéticos, los más hostiles a su posición, volviesen a la URSS. A continuación, obtuvo la renuncia de Wang Jingwei, que marchó a Francia y, teatralmente, ofreció la suya propia que como se esperaba no fue aceptada. Cuando Borodin regresó a Cantón, tuvo que asumir la reducción de importancia de la misión soviética que exigió Chiang, quien, sin embargo, siguió recibiendo armamento y dinero de la URSS. Los soviéticos transigieron con las condiciones de Chiang para mantener la alianza entre nacionalistas y comunistas. Al mismo tiempo, Chiang entregó los puestos claves del ejército a sus partidarios. El partido también quedó dominado por sus seguidores; el propio Chiang se reservó la dirección de la Oficina de Organización, el organismo responsable del nombramiento de cargos. Aunque relevó a algunos destacados derechistas, los cambios que realizó perjudicaron principalmente a la izquierda. Tan solo dieciséis meses después de la muerte de Sun Yat-sen, Chiang había devenido en el señor de Cantón, adalid de una revolución conservadora y nacionalista. La sucesión de Sun se había resuelto sorprendentemente en favor de Chiang.

## Ideología y temperamento
Nacionalista dispuesto a reunificar el país y a acabar con los tratados discriminatorios firmados antaño con las potencias occidentales y Japón y dedicado en teoría al ideario de Sun, en la práctica sí había adoptado su aspecto nacionalista, pero no los de la revolución social y el establecimiento de la democracia. Su ideal de sociedad corporativista tenía grandes influencias del autoritarismo patriarcal confuciano y primaba en él la obediencia al caudillo. Su modelo social era el patriarcal chino, en el que al padre o caudillo —él mismo— el pueblo debía obedecer con devoción filial. El pueblo no debía participar en la toma de decisiones políticas, sino simplemente obedecer a sus dirigentes con disciplina. Primaba el orden y la estabilidad política, descartaba la diversidad ideológica y la democracia. Hostil a todo movimiento popular de masas, el ideario político era conservador y tradicionalista, neoconfuciano.Fue también en parte impulsor de la "Sociedad de los Camisas Azules", la cual tenía influencias fascistas. En cuanto al reto de eliminar el poder extranjero en China, Chiang sostenía que el primer adversario sería el Reino Unido, pero el más duro de batir sería Japón. En el interior, su preferencia por atraerse al enemigo en vez de eliminarlo hizo que algunos caudillos militares conservasen su poder, incluso tras la supuesta unificación del país y eliminación de los caciques militares.
Extremadamente trabajador, carecía, sin embargo, de la capacidad para delegar tareas. Esto hacía que en ocasiones tuviese que tomar decisiones sobre las que no tenía conocimientos o se viese obligado a dedicar su tiempo a cuestiones excesivamente detalladas. Mal administrador, no admitía bien las críticas. Su círculo de confianza era muy reducido. A pesar de sus durísimas críticas contra la corrupción y sus campañas moralistas, permitió la degeneración del régimen de Nankín que presidió. Cauto y conservador, instauró un régimen escasamente reformista.

## Sucesor de Sun Yat-sen, divisiones en el Kuomintang y Expedición del Norte

### Expedición del Norte

China en 1925, dividida en feudos de caciques militares. Al sur, los territorios controlados por el Kuomintang y sus aliados, los caudillos militares de la camarilla de Guangxi.

El 1 de julio de 1926, Chiang anunció el comienzo de la Expedición del Norte, la mayor operación militar del período de entreguerras. Para llevar a cabo la campaña, que debía acabar con el poder de los caciques militares que dominaban el país e implantar un gobierno basado en los Tres Principios del Pueblo de Sun Yat-sen, Chiang obtuvo el mando de todas las organizaciones civiles y militares, excepto del Kuomintang. Un mes más tarde, partió de Cantón para dirigir la ofensiva hacia el norte.

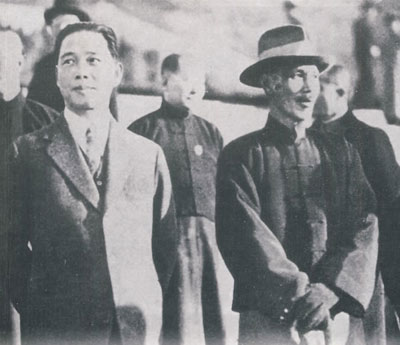
Wang Jingwei y Chiang en 1926. Wang era el principal dirigente de la izquierda del Kuomintang y perpetuo rival de Chiang en el partido, aunque ambos se coligaron ocasionalmente.

En realidad y a pesar de la propaganda oficial contra los caudillos militares, la campaña comenzó con una alianza de las fuerzas de Kuomintang con dos grupos de ellos: la camarilla de Guangxi y las unidades de Tang Shengzi, general que controlaba Hunan y se había rebelado contra Wu Peifu. La labor de Chiang no fue dirigir los combates ni planear la estrategia general —de los primeros se encargaron principalmente los caudillos militares aliados y de la segunda, los asesores militares soviéticos, en especial Vasili Blücher—, sino organizar la diplomacia, el control financiero y las operaciones de subversión del enemigo (incluida la manipulación política y el soborno de jefes militares) para facilitar la empresa. A finales de julio, había logrado que seis generales cambiasen de bando y sus fuerzas habían crecido notablemente gracias a esto, aunque a costa de la merma de la calidad de las tropas. Por insistencia de Blücher, el objetivo principal de la campaña fue Wuhan, formada por entonces por tres ciudades separadas. Antes de que esta fuese completamente conquistada, Chiang decidió lanzar un ataque sorpresa contra la provincia de Jiangxi, al sureste, sin consultar esta vez a los asesores soviéticos. Al comienzo la acometida fue todo un éxito y los nacionalistas se hicieron con la provincia, pero Sun Chuanfang contraatacó, desbaratando las unidades enemigas y confundiendo a Chiang, que tuvo que ceder al mando a otro general que llevó a cabo la retirada. Para compensar el contratiempo, el Kuomintang logró conquistar finalmente Wuhan tras durísimos combates a mediados de octubre.
En enero de 1927, tuvieron lugar disturbios contra los extranjeros, que acabaron con la devolución a los nacionalistas de la concesión británica en Hankou, la primera que se realizó y que aumentó el prestigió del Kuomintang. Sin embargo, pronto se acentuaron las discrepancias entre la izquierda del partido, que estableció una Junta General Provisional en Wuhan —Gobierno rival del de Chiang entre noviembre de 1926 y julio de 1927—, y Chiang, que formó un organismo alternativo —la Junta Política Central Provisional— en la sede de su cuartel general, Nanchang. Chiang, que deseaba controlar la actividad gubernamental, había sugerido que el Gobierno nacionalista se trasladase a esta localidad desde Cantón. Tang Shengzi se volvió el principal rival por el mando militar, respaldado por la izquierda del partido a pesar de su oscuro pasado como cacique militar.

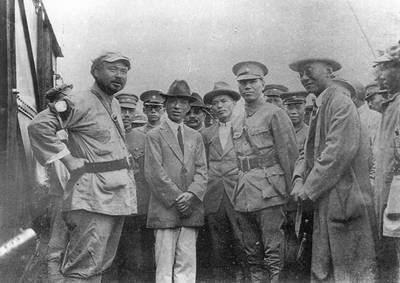
Feng Yuxiang (izquierda), junto a Chiang (de uniforme, en el centro) en Xuzhou, en junio de 1927, durante la Expedición del Norte. Feng alternó las alianzas con Chiang y con la izquierda del Kuomintang.

Amenazado por la nueva coalición de Sun Chuanfang y Zhang Zongchang, cuyas unidades avanzaban hacia el Yangtsé para defender Shanghái, Chiang decidió tomar la iniciativa y marchar hacia su provincia natal, Zhejiang, pero la operación resultó un fracaso. Blücher, que había permanecido en Wuhan, tuvo que regresar apresuradamente junto a Chiang para organizar la campaña, que resultó un éxito, en parte gracias al soborno del gobernador provincial, que traicionó a Sun y se pasó a los nacionalistas. A continuación, Chiang emprendió la conquista de Shanghái, empleando de nuevo el soborno de los jefes militares rivales para allanar el avance. Probablemente corrompido por los nacionalistas, el gobernador de Anhui se declaró neutral, estorbando los movimientos del enemigo y varios oficiales se pasaron al Kuomintang. Los sindicatos de la ciudad convocaron una gran huelga general, que Sun Chuanfang aplastó salvajemente y no contó con el auxilio de Chiang, desprevenido y poco inclinado a colaborar con la izquierda en un momento de tirantes relaciones con Wuhan. A mediados de marzo, Chiang por fin marchó hacia la ciudad. La falta de cooperación con la izquierda de la urbe hizo que Blücher abandonase finalmente a Chiang, tras tres años de cooperación militar. Mientras Chiang aplicaba un plan de ataque típico del asesor soviético, sus partidarios intensificaban la represión de la izquierda en los territorios que controlaban, aumentando la tensión con la izquierda de Wuhan y los soviéticos.

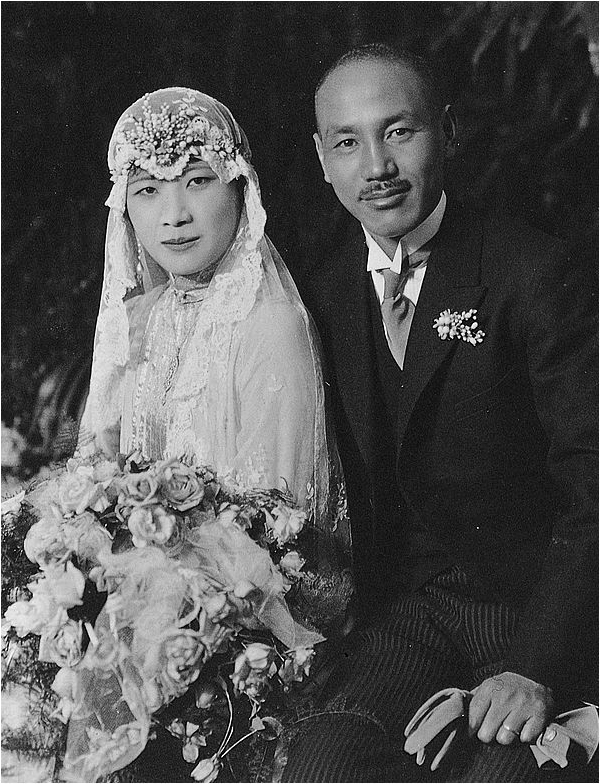
Chiang junto a su tercera esposa, Soong May-ling. Boda de postín y alianza política, se celebró el en Shanghái, después de que Chiang enviase a su segunda esposa, con la que declaró no estar casado, a los Estados Unidos.

El 18 de marzo de 1927 los nacionalistas quebraron las defensas de Shanghái, con ayuda del propio comandante enemigo encargado de la ciudad, que facilitó la operación. Al mismo tiempo, los comunistas se alzaron en la ciudad, con la intención de apoderarse de ella antes de que llegasen las unidades del Kuomintang, que la ocuparon el 22. Tanto en la ciudad como en el valle del Yangtsé, estallaron disturbios antioccidentales, que fueron especialmente graves en Nankín, que los nacionalistas conquistaron el 23. Para enfrentarse a los comunistas y sus rivales izquierdistas en el Kuomingtan, Chiang forjó una alianza con los jefes del crimen organizado de Shanghái. A cambio de inmunidad, los jefes de la Banda Verde formaron unidades armadas para enfrentarse a los comunistas que controlaban parte de la urbe; los responsables de la concesión internacional y de la concesión francesa cooperaron en la operación, ofreciendo protección y armamento. A mediados de abril, estas fuerzas aplastaron a los comunistas en una brutal represión, acción que apoyaron varios grupos empresariales. Las víctimas mortales se calculan entre cinco y treinta y cuatro mil. La represión se extendió a otros puntos del centro y sur de China. Eliminados los comunistas, Chiang pasó a acosar a los capitalistas de la metrópoli, que habían apoyado alborozados sus primeras medidas. Las fuerzas armadas y las bandas criminales aliadas se dedicaron a la extorsión para obtener fondos para Chiang, empleando incluso el secuestro y el acoso.
En Wuhan, los rivales izquierdistas de Chiang reaccionaron expulsándolo del Kuomintang; perdió asimismo finalmente el apoyo de Moscú. Sin embargo, la debilidad de Wuhan, escaso de fondos, acuciado por la inflación, la pérdida de respaldo de las clases medias y la amenaza constante de las potencias y sus barcos de guerra, era manifiesta. Por su parte, Chiang formó un Gobierno rival en Nankín el 18 de abril, en el que ingresó el derechista Hu Hanmin; carente de gran apoyo popular, contaba, empero, con las simpatías de las clases medias, principal sostén económico del partido. El apoyo primordial del nuevo Gobierno era, sin embargo, el ejército, cada vez más poderoso.
La nueva acometida de los caudillos militares del norte en abril, que llegaron a amenazar tanto Nankín como Wuhan, obligó a los dos sectores del Kuomintang a colaborar a regañadientes. Ante la debilidad de su posición, decidieron reforzarla aliándose con el derrotado Feng Yuxiang, cuyas tropas se hallaban a lo largo del río Amarillo. En mayo los tres aliados, Feng, los izquierdistas de Wuhan y los derechistas de Nankín, emprendieron una ofensiva; Chiang derrotó a Zhang Zongchang y avanzó hacia Qingdao, donde estallaron protestas contra los japoneses; estos concentraron seis mil hombres en la zona, con los que Chiang decidió no enfrentarse. Mientras las unidades de Wuhan avanzaban arduamente por Henan con escasa cooperación de Feng, los partidarios de Chiang conquistaron Changsha y trataron de tomar Wuhan, que se salvó gracias a la decidida defensa organizada por Borodin.

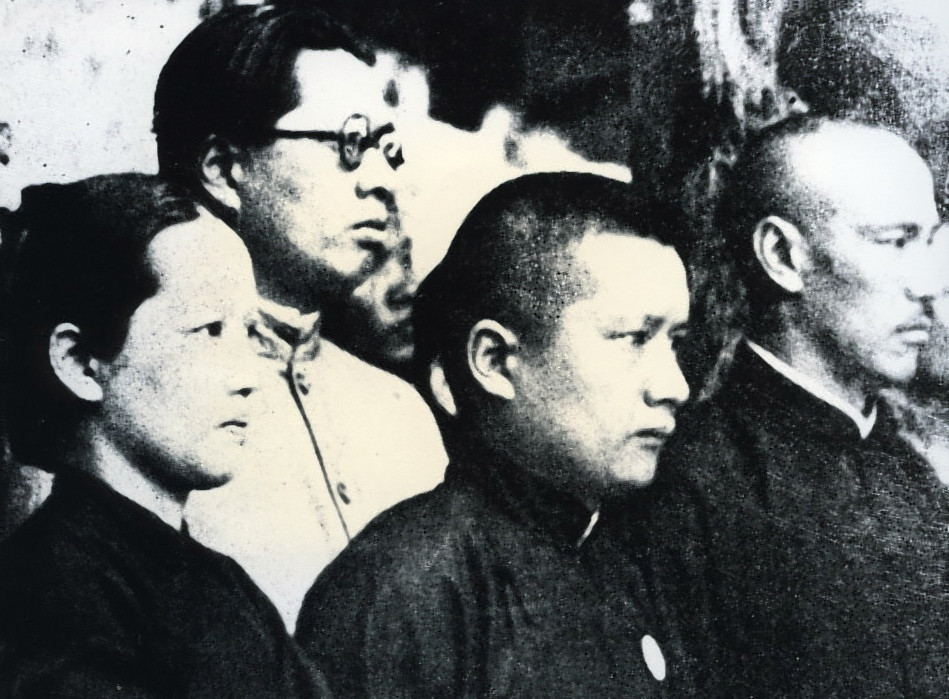
Chiang (derecha), junto a miembros de su nueva familia política, los Soong, en 1929, en el funeral de homenaje a Sun Yat-sen. A la izquierda, su cuñada y viuda de Sun Yat-sen, Qingling; junto a ella, con gafas, el influyente ministro de Finanzas en sucesivos Gobiernos, su hermano T. V. Soong.

Paradójicamente, el golpe de Wuhan, a pesar del pacto con Feng Yuxiang que había abandonado a la izquierda del partido, debilitó en vez de reforzar la posición de Chiang a finales del verano de 1927: terminada la cooperación de la izquierda del Kuomintang con los comunistas y expulsados los asesores soviéticos, el partido tendía a la reunificación, para la que Chiang parecía un obstáculo. Falto de apoyo en la Junta Militar de Nankín, a mediados de agosto se retiró a su aldea natal; sus partidarios abandonaron también sus cargos y la Banda Verde dejó de sostener económicamente al Gobierno de Nankín. La camarilla de Guangxi formó un nuevo gabinete, que excluyó a Wang Jingwei, derrotó a las fuerzas de Wuhan y rechazó nuevas ofensivas de Sun Chuanfang, pero que no tenía aliados políticos y sí graves problemas de financiación. Por su parte, Chiang había reforzado su posición mediante el abandono de su segunda esposa —con la que negó haberse desposado nunca— y su boda con una de las hermanas Soong, Meiling, (el 1 de diciembre de 1927), matrimonio de conveniencia que le garantizó el respaldo del clan y con él el de los banqueros e industriales de Shanghái. La iniciativa provino de la hermana de Meiling, Ailing, y del propio Chiang, interesado en obtener esta importante ayuda a su carrera política.
En noviembre volvió de un viaje a Japón, preparándose ya para retomar el mando militar y la campaña contra el norte. El fallido levantamiento comunista en Cantón del 11 de diciembre, ordenado por Stalin y aplastado brutalmente por el Gobierno de Nankín, favoreció a Chiang: desacreditó a la izquierda. Cada vez más, parecía la persona necesaria para retomar la unificación del país. El fallido levantamiento condujo a la ruptura final entre los nacionalistas y la Unión Soviética. Esto trajo también un importante cambio en la política exterior del partido: de dar precedencia a la alianza con los soviéticos, el Kuomintang pasó a esforzarse por obtener la neutralidad japonesa en la guerra china.
A mediados de marzo y en liga con Feng Yuxiang y Yan Xishan, Chiang reanudó la campaña militar contra Zhang Zuolin y sus aliados. A mediados de abril, un cuarto de millón de soldados se dirigían hacia Jinan, capital de Shandong. Conquistada Pekín y terminada la campaña de unificación del país, Chiang dimitió de sus cargos militares, dimisión que no fue aceptada. Visitó brevemente la ciudad en julio, principalmente para mejorar las relaciones diplomáticas del Gobierno de Nankín con las potencias y realizar una visita a la tumba de Sun Yat-sen. Favorecido además por las preferencias populares en Manchuria, logró también que esta región se sometiese en teoría a la autoridad del Gobierno de Nankín el 22 de julio, aunque el acuerdo entre las dos partes incluía la cesión a Zhang Xueliang del control de Jehol y el mantenimiento de este como autoridad autónoma en el noreste.

## Década de Nankín

### Al frente del Gobierno
El 1 de enero de 1928, el Gobierno de Nankín solicitó el regreso de Chiang y le ofreció entregarle el poder. A la vuelta triunfal de Chiang a la capital se formó un nuevo Gobierno claramente derechista, el 4 de enero, que él presidió. De inmediato, retomó las operaciones militares para derrotar al «viejo mariscal» de Manchuria, Zhang Zuolin y rematar la reunificación nacional. Para esta última campaña, Chiang se alió con Feng Yuxiang y Yan Xishan, el caudillo militar de Shanxi y contrató asesores militares alemanes. Alemania era, junto a la URSS, la única potencia excluida de los tratados con China que los nacionalistas deseaban eliminar. Finalmente igualados a sus enemigos en número de soldados, los nacionalistas emprendieron la nueva ofensiva el 7 de abril. Un millón de hombres aportados por los cuatro aliados —el Kuomintang, Feng, Yan y la camarilla de Guangxi— marcharon contra los militares del norte, primero Zhang Zongchang en Shandong, donde Chiang, que no deseaba enfrentarse a los japoneses, se vio envuelto sin embargo en el incidente de Jinan, durísimo combate entre sus tropas y las japonesas que causó varios miles de muertos, mayoritariamente chinos. A comienzos de junio, casi todas las unidades de Zhang evacuaron Pekín, lo que allanó la conquista de la capital por los aliados. El inmediato asesinato de Zhang por oficiales japoneses puso fin a los combates.
A lo largo del año, su poder fue aumentando: al prestigio de haber dirigido las operaciones militares que condujeron a la reunificación del país se unieron el nombramiento como presidente del Consejo Político Central del partido en marzo, el control creciente de este gracias a la actividad de sus aliados los hermanos Chen —Chen Lifu y Chen Guofu— y la asunción de la presidencia del Gobierno nacional establecido en Nankín el 10 de octubre. Este nuevo Gobierno empleaba la división administrativa en cinco yuan, según el modelo propugnado por el difunto Sun Yat-sen.

### Reformas
Acabado el conflicto contra los caudillos militares, el Gobierno de Nankín emprendió un gran programa de modernización del país, con resultados diversos. Se nombraron asesores extranjeros para modernizar distintos aspectos de la Administración Pública y Tse-ven Soong implantó varias reformas financieras de importancia, como la unificación de impuestos, la creación de un banco central o la redacción de presupuestos gubernamentales modernos. Se suprimió también el sistema de delegación de la recaudación de impuestos, se unificaron los pesos y medidas y se adoptó el calendario solar. Se ordenó la creación de un catastro y se aumentó el sueldo de los funcionarios, con la intención de acabar con la corrupción administrativa. 
En 1927, Chiang también reprimió y sometió a los comerciantes de Shanghái, arrancándoles préstamos bajo amenaza de muerte o exilio. Mandó arrestar a ricos comerciantes, magnates y empresarios, los acusó de «contrarrevolucionarios» y los retuvo hasta que dieron dinero al Kuomintang. Las detenciones de Chiang también tuvieron como blanco a los millonarios, acusándolos de actividades comunistas y contrarrevolucionarias. También aplicó un boicot contra Japón, enviando a sus agentes a saquear las tiendas donde se vendían productos de este país, e imponiendo multas a sus propietarios. Chiang también ignoró la protección internacional del  Asentamiento Internacional, puso jaulas en sus límites y amenazó con meter ahí a los comerciantes, comunidad  a la que aterrorizó sistemáticamente. La alianza del Kuomintang con la banda verde le permitió desdeñar los límites de las concesiones extranjeras. Se proyectaron nuevos ferrocarriles, autopistas y un servicio aéreo nacional. Los planes gubernamentales fructificaron en especial en la producción industrial eléctrica y en las comunicaciones ferroviarias, que crecieron alrededor del 10 % anualmente. No obstante, el desarrollo impulsado por el Estado en conjunto fue limitado, concentrado en algunos puntos del país y no logró sacar a este del atraso y la pobreza predominantes. La mayoría del país siguió sufriendo los males de antaño: catástrofes naturales, grandes hambrunas que afectaban a millones de personas, bandidaje de los soldados convertidos en bandoleros, epidemias, destrucción de infraestructuras por las sucesivas guerras y amplia corrupción administrativa.

La reunificación imperfecta: los territorios controlados realmente por el Gobierno de Nankín al concluir la expedición y el resto de China, aún dominada por caudillos militares, formalmente sometidos al Gobierno pero, en realidad, autónomos.

El método empleado para unificar el país, aceptando la unión al Kuomintang de caudillos militares, también socavó la autoridad del Gobierno central, que estos aceptaban únicamente de manera teórica. Nankín controlaba directamente solo cinco provincias y en muchas otras los caciques militares aún mantenían su antiguo dominio. Tanto estos como el Gobierno central mantenían además la producción y el comercio de opio, a pesar de la prohibición oficial, ya que era una fuente crucial de ingresos. Los comunistas también rechazaban la autoridad del Gobierno nacionalista. El Gobierno de Nankín se encontraba además en constantes aprietos financieros, en parte por los grandes gastos militares y de pago de deuda, que acaparaban el 80 % del presupuesto.
Las amplias reformas fomentadas por Chiang tenían además un tinte nacionalista, no democrático. Buscaban el fortalecimiento del país como potencia, pero reservaban el control político al partido, no a la población. En el congreso del partido de marzo de 1929, dominado por los partidarios de Chiang, se aprobó una moción por la que el partido «tutelaría al pueblo» hasta 1935, lo que en la práctica descartaba la implantación de un sistema democrático. Al tiempo, el Gobierno continuó la dura represión de los comunistas, que conservaron, empero, algunas bases. El sistema de gobierno se reformó, creándose cinco oficinas gubernamentales, en los que Chiang obtuvo el cargo principal, el de presidente del Consejo de Estado. Los más sobresalientes aliados de la Expedición al Norte, también recibieron distintos puestos en la nueva organización estatal.

### Guerra de las Planicies Centrales

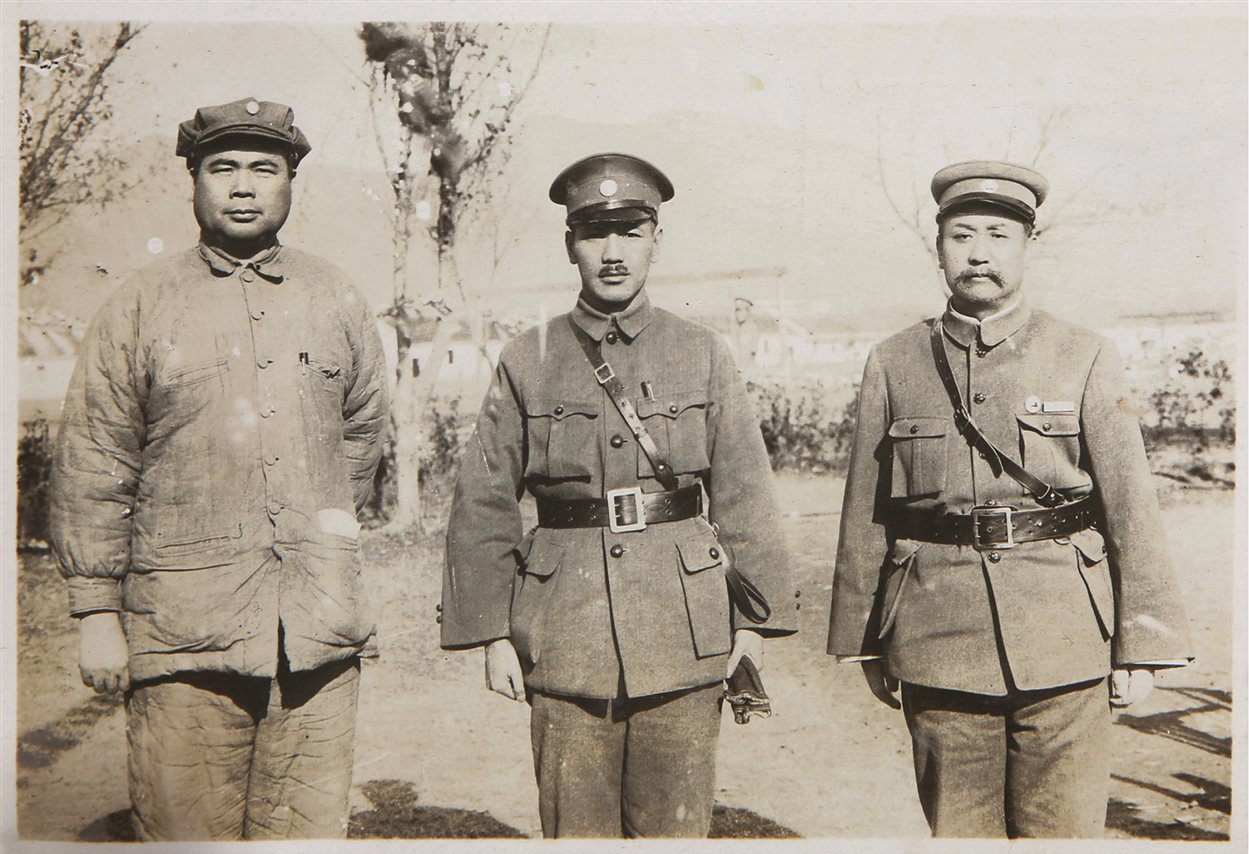
Aliados y enemigos intermitentes: Feng Yuxiang, Chiang y Yan Xishan en 1928. En 1930 Chiang venció a los dos caudillos militares en la cruenta guerra de las Planicies Centrales.

La coalición vencedora de la Expedición al Norte era inestable: los aliados de Chiang deseaban conservar su poder y recelaban de los planes centralizadores de este. Los intentos por reducir el enorme ejército, compuesto por un millón seiscientos mil soldados, fracasaron por la renuencia de las partes a desarmarse. Las desavenencias entre aliados estallaron en conflicto armado en la primavera de 1929, con la rebelión de la camarilla de Guangxi, que tomó Wuhan. Nuevamente, Chiang conjugó las operaciones militares con el soborno de los enemigos para enfrentarse al problema y la revuelta fue aplastada.
A continuación, casi todos aquellos que se habían aliado a Chiang durante la Expedición al Norte —Feng Yuxiang, Yan Xishan, la camarilla de Guangxi y Wang Jingwei— formaron un Gobierno rival al de Nankín en Pekín —recién renombrada Peiping—. Alianza muy heterogénea que incluía grupos de derecha e izquierda, su nexo era el rechazo de todos ellos a Chiang. Este se enfrentaba a una situación apurada, pues sus enemigos contaban con unos trescientos mil soldados, el doble de los que disponía él. Sin embargo, mediante grandes sobornos logró que unos cien mil soldados de Feng se pasasen a sus filas y recibió el apoyo de los militares de Guangdong, que estorbaron el avance de los de Guangxi hacia Hunan. Incluso así, la guerra fue muy cruenta: algunos calculan que causó entre doscientos cincuenta y trescientos mil muertos, cien mil de ellos de las unidades fieles a Chiang. El coste fue además enorme: el gasto militar del Gobierno de Nankín aumentó en la mitad. Tras tomar Shandong, sus fuerzas se apoderaron de Zhengzhou y Kaifeng, pero la suerte de la contienda no dependía tanto de las victorias de Chiang como de la actitud de Zhang Xueliang. Decidido a mantener su poder autónomo en Manchuria, Zhang finalmente optó por apoyar a Chiang, convencido de que este le permitiría conservarlo. Esto aseguró el triunfo de Chiang.
Tras la victoria, Chiang se convirtió al cristianismo metodista de la familia de su tercera esposa (lo bautizaron el 23 de octubre de 1930). A continuación, se deshizo de su rival de la derecha del partido, Hu Hanmin, a quien se obligó a cesar de todos sus cargos y a retirarse. Hu se había opuesto a convocar una asamblea nacional para redactar una nueva Constitución, concesión a los derrotados en la guerra de 1930 que contaba con el beneplácito de Chiang, que arrestó a Hu poco después de su dimisión como presidente del Yuan Ejecutivo a finales de febrero de 1931. A pesar de la oposición de algunas destacadas figuras del partido, la eliminación política de Hu no supuso problema alguno para Chiang, que organizó un congreso que aprobó la nueva Constitución que deseaba. Esta disponía la creación de un puesto de presidente que debía nombrar a los responsables de las cinco oficinas gubernamentales (yuan, equivalentes a varios ministerios). Chiang, figura dominante tras las últimas victorias militares sobre sus rivales, obtuvo el cargo, así como el de presidente del Gobierno.

### Lucha con los comunistas y tensión con Japón
Aunque Chiang volvió a cooperar en ocasiones con sus antiguos adversarios políticos y militares como Feng Yuxiang, Yan Xishan o Wang Jingwei, su lucha contra los comunistas fue permanente después de la ruptura inicial a mediados de la década de 1920. El enfrentamiento entre nacionalistas y comunistas fue despiadado por las dos partes. Cada bando perseguía y asesinaba a los partidarios del otro en los territorios que controlaba. La lucha contra los comunistas, parte del empeño por unificar el país, motivó que evitase enfrentarse a Japón. En 1930 y 1931, Chiang emprendió tres campañas para eliminar a los comunistas de uno de sus núcleos, la provincia de Jiangxi. La primera, que comenzó en octubre de 1930, resultó un fracaso en el que las divisiones nacionalistas fueron diezmadas por los comunistas, que empleaban métodos guerrilleros para emboscar al enemigo. En la primavera del año siguiente, tuvo lugar una nueva ofensiva, con más del doble de tropas —cien mil soldados—, que terminó con una grave derrota nacionalista y la multiplicación del territorio controlado por los comunistas. En julio y por sorpresa, Chiang dirigió en persona, asesorado por sus consejeros militares alemanes, una tercera acometida, con más tropas aún que la anterior. La lentitud del avance nacionalista, estorbado por el calor, la resistencia campesina y la disentería, permitió la retirada del enemigo.
A los reveses militares en la lucha contra los comunistas se añadieron en el verano de 1931 unas gravísimas inundaciones en las cuencas de Yangtsé y del río Amarillo que afectaron a unos ciento ochenta millones de personas.

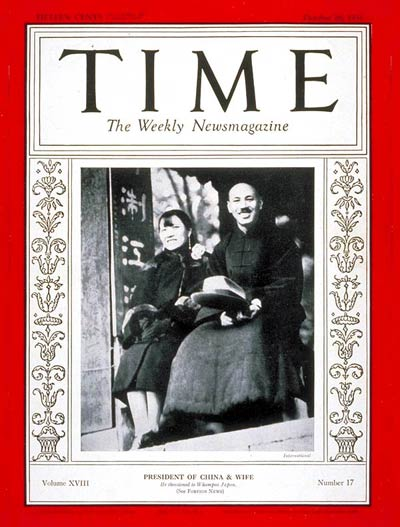
Chiang y su Meiling en la portada de la revista TIME en octubre de 1931. Para entonces habían fracasado las primeras campañas militares contra los comunistas, el país había sufrido unas gravísimas inundaciones durante el verano y se había desatado la crisis con Japón por el incidente de Mukden y la ocupación de Manchuria.

Cuando Chiang se disponía a reanudar la campaña contra los comunistas en Jiangxi a mediados de septiembre, hubo de abandonarla por la crisis desencadenada por la invasión japonesa de Manchuria. La renuencia de Chiang a enfrentarse a Japón tras el incidente de Mukden pese a las vehementes manifestaciones antijaponesas ocurridas en diversas ciudades del país —incluso en la capital, donde una muchedumbre asaltó el Ministerio de Asuntos Exteriores en protesta por la pasividad gubernamental—, perjudicaron su reputación nacionalista. Chiang se limitó a pedir unidad interna en el país y en el partido, y se reunió con sus rivales Wang Jingwei, Hu Hanmin y Sun Fo. Los cuatro acordaron trabajar por la reconstrucción del país y por la reconciliación de las distintas corrientes del Kuomintang, para lo que se organizó una conferencia. Para asegurar su poder, Chiang realizó otro gesto teatral, renunciando a sus cargos el 15 de diciembre de 1931, apoyado por Zhang Xueliang, que hizo lo propio. Su renuncia, junto con la liberación de Hun Hanmin, había sido una de las condiciones impuestas por el Gobierno rebelde de Cantón —formado entre otros por Wang y Li Zongren— para disolverse y someterse de nuevo a Nankín ante la delicada situación nacional surgida del incidente. Las manifestaciones de estudiantes en Shanghái, que exigían mayor beligerancia con Japón en contra de las prioridades de Chiang —que prefería apaciguar al imperio nipón para concentrarse en la lucha contra los comunistas chinos—, fueron el desencadenante inmediato de la dimisión.
La conferencia de reunificación resultó un fracaso que no acabó con las divisiones entre las corrientes; ninguno de los tres principales dirigentes —Chiang, Wang y Hu— asistieron. Se formó un nuevo Consejo de Ministros presidido por Sun Fo, pero este se encontró inmediatamente en dificultades, ya que T. V. Soong abandonó el gabinete, los partidarios de Chiang dejaron de aportar las habituales contribuciones y las provincias desafiaban más abiertamente que nunca al nuevo Gobierno. Desesperado, Sun solicitó la ayuda de los tres dirigentes del partido. Tras alcanzar un acuerdo con Wang que aislaba a Hu, Chiang indicó a Sun que estaba dispuesto a retomar sus responsabilidades militares al tiempo que su aliado pasaba a presidir el Ejecutivo. En estas condiciones, Chiang y Wang regresaron a la capital; el Gobierno quedó en gran parte dominado por los partidarios de Chiang, que ocuparon puestos clave en la Administración Pública. Chiang quedó como presidente de la nueva Comisión de Asuntos Militares desde el 6 de marzo, con potestad sobre el Ejército y encargado de la dirección de toda operación militar. Esta comisión ejercía además autoridad total en asuntos militares y civiles en las provincias donde se desarrollaban operaciones contra los comunistas. Por su parte, Wang asumió la presidencia del Yuan Ejecutivo, que ocupó de enero de 1932 a diciembre de 1935 y la cartera de Asuntos Exteriores, puesto desde el que mantuvo la alianza con Chiang y se encargó de las relaciones con Japón. Los dos políticos se dividieron las tareas: las militares quedaron en manos de Chiang, las puramente políticas, en las de Wang. Chiang, sin embargo, gozaba de influencia en sectores clave: la información del espionaje —relevante en ocasiones para las relaciones con Japón— estaba en sus manos, los dos ministros de Finanzas de este periodo eran cuñados suyos y los asuntos del Kuomintang los gestionaban sus partidarios.
También como consecuencia de la crisis desencadenada por el incidente en Manchuria y la lucha por el dominio del Kuomintang, en febrero de 1932 se fundó la Sociedad para la Acción Seria de los Tres Principios, conocida erróneamente como la Sociedad de Camisas Azules, formada por antiguos alumnos de Chiang en Whampoa, con el fin de disponer de una organización afín y totalmente leal en el partido, y más eficaz políticamente que este. La organización, semisecreta, tenía gran influencia en las Fuerzas Armadas, respaldó sin dudas la acción gubernamental de Chiang, sus campañas anticomunistas y antijaponesas y los distintos programas de reforma. Respondía directamente ante Chiang y contaba incluso con un servicio de espionaje propio. Para oponerse al ideario comunista, Chiang fundó el "movimiento de la Nueva Vida", neoconfuciano teñido de metodismo y que pretendía una reforma moral de la ciudadanía. Al mismo tiempo, se puso en marcha un amplio plan de modernización económica general, que fracasó pronto por falta de financiación. Desde la crisis de Mukden hasta el desencadenamiento de la guerra con Japón, la política nacional quedó centrada en la lucha del Gobierno con los comunistas —tarea principal para Chiang, apoyado por Wang Jingwei— y la postergación del enfrentamiento con Japón, pese a la tensión creciente con este. Las relaciones con Japón se basaron en la teoría de Wang de combinar resistencia militar —con las escasas fuerzas disponibles para ello— con negociación política, a pesar de la antipatía pública hacia todo acuerdo con el imperio vecino.
A finales de enero de 1932, estalló la primera batalla de Shanghái, que libró principalmente el 19.º Ejército de Ruta. Pese a la gran movilización local contra los japoneses, Chiang prefirió evitar el conflicto y, cuando este estalló, limitarlo, pues temía que le obligase a distraer tropas de las campañas contra los comunistas. Tras varias semanas de combates y cuando quedó claro la imposibilidad de resolver la lucha mediante la negociación, Chiang se decidió a intervenir, aunque de manera discreta, para no agravar la crisis mientras no hubiese acabado con los comunistas. En marzo acabó la lucha, con un acuerdo cuyas cláusulas preveían la retirada de las tropas japonesas de la ciudad y la prohibición de que el Gobierno de Nankín enviase las suyas a la urbe.
Terminada la batalla de Shanghái, Chiang retomó las ofensivas contra los comunistas, cuyo costo hizo que T. V. Soong dimitiese efímeramente en protesta por los grandes gastos militares gubernamentales. Chiang envió tropas a cuatro provincias en las que, aunque sufrieron varias derrotas, lograron empujar al enemigo hacia Sichuán desde sus bases en Oyuwan, al norte del Yangtsé. Luego abordó la cuarta campaña contra Jiangxi, con unos doscientos cuarenta mil soldados, que no lograron acabar con los sesenta y cinco mil comunistas. Los intentos gubernamentales de ganarse el favor de los campesinos fracasaron.
El 1 de enero de 1933, se produjo la siguiente crisis con Japón, con el incidente de Shanhaiguan. Tras denunciar que habían encontrado unas bombas en sus cuarteles, las tropas japonesas atacaron y conquistaron la ciudad. Al mismo tiempo, trataron de apoderarse de la provincia de Jehol, gobernada por un corrupto colaborador del difunto Zhang Zuolin, incapaz de hacer frente a las unidades japonesas pese a las ventajas del terreno, montañoso y de fácil defensa. Tras apoderarse de la provincia, los japoneses avanzaron hasta la Gran Muralla, mientras Chiang, insatisfecho con los resultados de la cuarta campaña contra los comunistas y acuciado por la nueva crisis, tuvo que poner fin a las operaciones militares contra el PCCh. Después de sufrir algunos contratiempos, los japoneses siguieron avanzando y alcanzaron los alrededores de Pekín, que amenazaron con tomar por la fuerza si el Gobierno chino no se avenía a retirar sus fuerzas de la zona, exigencia que este aceptó en mayo mediante la firma de la tregua de Tanggu. Jehol pasó a formar parte de Manchukuo y las unidades gubernamentales chinas se retiraron de una zona de trescientos mil kilómetros cuadrados; los japoneses dominaron a partir de entonces Tianjin y casi todo Hebei al norte de Pekín. Aunque Chiang apoyaba plenamente a Wang en su actitud conciliadora con Japón, fue este el que concentró las críticas de aquellos que consideraban pusilánime la posición gubernamental.
A finales de 1933, Chiang aplastó una rebelión del 19.º Ejército de Ruta, enviado a Fujian a combatir a los comunistas tras la batalla de Shanghái, pero que se había alzado contra el Gobierno coligado con estos. Los alzados exigían que el Gobierno se concentrase en combatir a Japón e implantase un sistema democrático, pero no lograron suficiente apoyo y fueron aplastados por Chiang en enero de 1934.
Por la misma época, trazó la campaña que debía acabar con el Ejército Rojo chino. Al tiempo que entrenaba tropas selectas para la ofensiva, impuso el bloqueo económico a la zona controlada por los comunistas y mejoró las carreteras de acceso a ella, para facilitar el desplazamiento de las tropas. Contó con el asesoramiento del general alemán Hans von Seeckt, que recomendó el cerco de las posiciones enemigas mediante una línea de fuertes bien comunicados. La táctica resultó efectiva. Chiang concentró además diecisiete divisiones escogidas y adiestradas por los instructores alemanes contra las posiciones comunistas; estos no lograron destruir los fortines gubernamentales. Por añadidura, los nacionalistas contaban con cinco veces más soldados que los cercados. Finalmente, a finales de 1934, los comunistas tuvieron que abandonar la región y emprender la Larga Marcha, en la que siguieron sufriendo el duro castigo de las fuerzas gubernamentales. Al cruzar el río Xiang, las unidades nacionalistas acabaron con cerca de la mitad de las fuerzas enemigas. Para evitar ser completamente aniquiladas, las tropas comunistas tuvieron que cambiar constantemente de rumbo. Chiang, sin embargo, seguía la campaña a distancia, y se involucraba en ella intermitentemente. En Guizhou, la resistencia del cacique local, Long Yun, al avance de los comunistas fue mínimo, pues temía que cualquier enfrentamiento duradero conllevase la llegada de abundantes tropas gubernamentales que amenazarían su dominio del territorio. Un nuevo intento de aniquilación junto al Yangtsé, en la frontera con Sichuán, fracasó. La persecución acabó con la llegada de las diezmadas unidades comunistas al norte de Shaanxi a finales de octubre de 1935. Chiang no había alcanzado el objetivo de eliminar definitivamente las fuerzas enemigas, pero las había debilitado notablemente y arrinconado en una zona pobre y desolada del país. De paso, había logrado extender la autoridad del Gobierno de Nankín a algunas provincias occidentales, hasta entonces en la práctica independientes de este.
Al tiempo que se libraban los combates de la larga campaña contra los comunistas, Chiang tuvo que ceder ante los japoneses. Estos exigieron la destitución del gobernador de Chahar y de los funcionarios del norte de China que consideraban hostiles. El comandante de la región, el general He Yingqin, rubricó un pacto secreto con el general japonés al mando de las unidades acantonadas en Tianjin, el Acuerdo He-Umezu, por el que las fuerzas gubernamentales se retiraron de la zona en torno a Pekín y Tianjin y de la mitad de Chahar. El pacto, que permitió la formación de un Gobierno colaboracionista en un territorio de más de setenta y cinco mil kilómetros cuadrados, contó con el beneplácito de Chiang. Parte de los ciento ochenta mil soldados que se retiraron del norte se concentraron en Xi'an, para participar en una nueva acometida contra los comunistas.

### Alzamiento de Cantón-Guangxi e incidente de Xi'an
En diciembre de 1935, sucedió a Wang Jingwei —herido en un atentado— en la presidencia del Yuan Ejecutivo, quien había sido el blanco de la principales críticas por la actitud pasiva ante Japón. Su dominio del partido había quedado patente el mes anterior en el congreso celebrado en la capital. La actitud respecto a Japón no cambió con la asunción de la presidencia por Chiang: se mantuvo la combinación de resistencia militar y negociaciones, siempre que estas excluyesen la cesión de Manchuria.

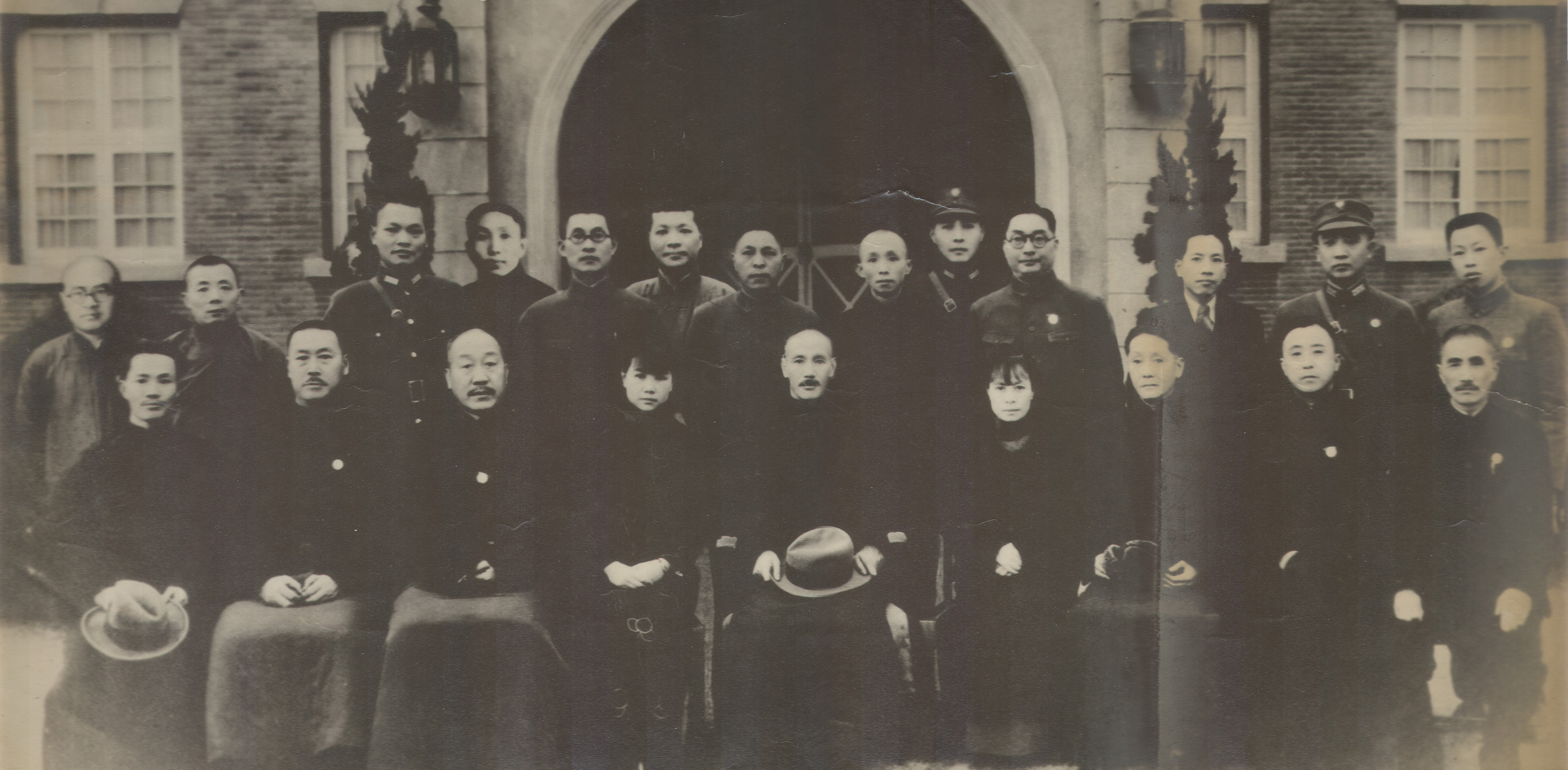
Los principales miembros del Kuomintang retenidos por los militares sublevados durante el incidente de Xi'an. En el centro, con un sombrero en el regazo, Chiang Kai-shek. La crisis desbarató la inminente ofensiva contra los comunistas y precedió a la formación del segundo frente unido entre nacionalistas y comunistas, alianza para luchar contra Japón.

En el sur, el disgusto de los caudillos militares regionales por lo que consideraban intromisión de Chiang en sus territorios, el despliegue de tropas gubernamentales en la zona y el bloqueo de la ruta tradicional del envío de opio al norte del país condujeron a la formación de una alianza militar contra Chiang, el Ejército de Salvación Nacional Antijaponés de Cantón-Guangxi, que invadió Hunan el 1 de junio de 1936. El alzamiento fue un fracaso en el que los rebeldes sufrieron importantes deserciones. Chiang obtuvo el control de Cantón, pero tuvo que permitir que los jefes de la camarilla de Guangxi conservasen su provincia. Mientras, los continuos intentos de Chiang de alcanzar un acuerdo con Japón fracasaron, por la incompatibilidad de las posiciones de las dos partes. En China, Chiang mantuvo una actitud ambigua hacia los comunistas: continuó tratando de aniquilarlos militarmente, al tiempo que negociaba secretamente con ellos.
En diciembre se produjo el corto secuestro de Chiang cuando visitaba a los comandantes de las fuerzas destacadas en Xi'an para atacar a los comunistas, conocido como el incidente de Xi'an. Los rebeldes, que exigían medidas para enfrentarse a Japón y recuperar Manchuria, en realidad lograron que quedase patente que no existía en ese momento ninguna alternativa política a la figura de Chiang como símbolo de la ansiada unidad nacional. El suceso, sin embargo, desbarató la inminente ofensiva contra los comunistas y marcó el comienzo de las negociaciones con estos que concluyeron con la formación del segundo frente unido para enfrentarse a Japón. Paradójicamente, ya que la iniciativa provenía de sus secuestradores, Chiang devino el símbolo de la guerra contra los japoneses.

## Guerra con Japón

### Pérdida de las zonas costeras y de las zonas más desarrolladas
La contienda estalló en el verano de 1937, con el incidente del Puente de Marco Polo. Los japoneses se apoderaron de Pekín y Tianjin. En julio Chiang organizó una gran conferencia nacional a la que asistieron cuatrocientas destacadas figuras de la política china, incluidos comunistas. El pacto entre estos y los nacionalistas se firmó en septiembre. El país quedó dividido en cinco regiones militares, y las fuerzas comunistas fueron reconocidas como parte del Ejército nacional. A pesar de las declaraciones belicosas de Chiang, el conflicto con Japón estalló cuando los planes de desarrollo militar que había dispuesto no habían concluido.

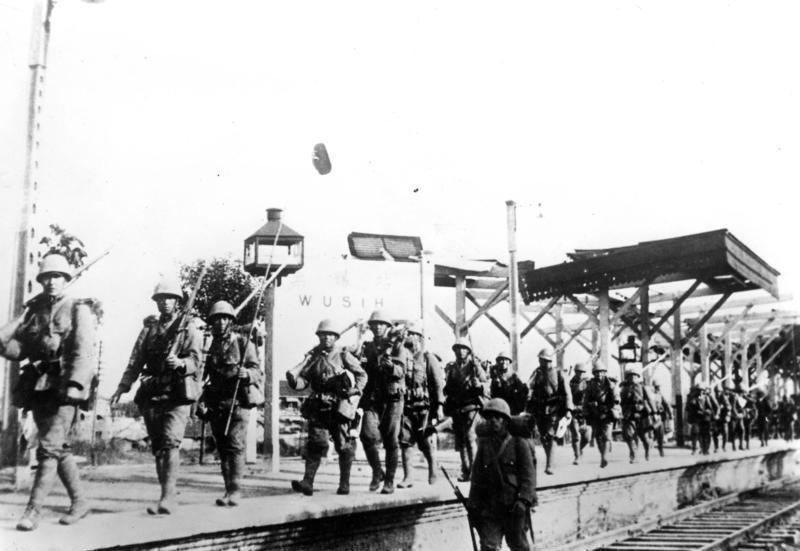
Soldados japoneses cerca de la capital china, Nankín, en diciembre de 1937. Las sucesivas victorias militares niponas obligaron a Chiang a trasladar varias veces la capital, pero no lograron hacer que claudicase.

Deseando no centrar los combates en el norte, donde los japoneses gozaban de una clara superioridad, Chiang los obligó a combatir en Shanghái, donde se libró una durísima batalla de tres meses. Los motivos, más que militares, eran políticos: unir a la nación en la defensa de su mayor ciudad, mostrar el conflicto a las potencias —muy presentes en la metrópoli— y quizá precipitar su intervención en favor de China. Tras una lucha encarnizada, los japoneses se apoderaron de la urbe el 12 de noviembre.
Ante la pasividad de las potencias y la retirada de la ayuda alemana, Chiang volvió a estrechar lazos con los soviéticos —interesados en que Japón quedase inmerso en el conflicto chino—: se firmó un tratado de no agresión y los soviéticos comenzaron a enviar armamento y pilotos a China. Perdida Shanghái y amenazada Nankín, el Gobierno chino se trasladó a Wuhan. La mediación de Trautmann, realizada por el embajador alemán para poner fin al conflicto, fracasó. Chiang decidió plantar batalla nuevamente en una ciudad y ordenó la resistencia de Nankín al avance enemigo, aunque el 8 de diciembre él abandonó la ciudad, cuya defensa encargó a Tang Shengzi. El plan de Chiang, según declaró en Wuhan, era ganar tiempo para mejorar las defensas al precio de ceder territorio al enemigo. Decidido a concentrarse en las operaciones militares, cesó como presidente del Yuan Ejecutivo, cargo que asumió su cuñado H. H. Kung, aunque conservó el poder efectivo. Para entonces, se calcula que había perdido en torno a medio millón de soldados en los combates a lo largo del Yangtsé; las víctimas civiles fueron mucho más copiosas.
La pasividad china tras la victoria en Taierzhuang permitió a los japoneses continuar su avance hacia Wuhan, que Chiang finalmente detuvo destruyendo los diques que encauzaban el río Amarillo. Las consecuentes inundaciones, que causaron miles de muertos y afectaron a unos seis millones de personas, frenaron temporalmente el avance enemigo. Cuando los japoneses lo reanudaron, las autoridades chinas comenzaron a evacuar Wuhan en agosto, mientras los militares se aprestaban a defenderla. Cada vez más, Meiling se volvió la encargada de las relaciones públicas gubernamentales —en especial, con el extranjero—, mientras Chiang se centraba en los asuntos militares. El 13 de diciembre, los japoneses conquistaron por fin Nankín, de la que Chiang había salido pocos días antes. La brutalidad nipona en la ciudad escandalizó a la opinión pública mundial.
En el verano de 1938, comenzó una nueva fase de expansión japonesa en China: de consolidación en el norte, de avances en el centro, y de cerco de Cantón en el sur. En octubre los nipones alcanzaron Wuhan. En otoño de 1938, se sucedieron los reveses militares chinos en el sur del país: los japoneses tomaron Fuzhou y Shantou, desembarcaron junto a Hong Kong y conquistaron Cantón con poco esfuerzo. La pérdida de este puerto limitó la cantidad de armamento que Chiang recibía desde la costa sureste. En noviembre se celebró una importante conferencia militar en la que se decidió cambiar la estrategia: de una defensa decidida de cada posición importante se pasó a una de defensa móvil y de empleo de métodos guerrilleros para desgastar a las fuerzas enemigas. Para paliar las enormes pérdidas que había sufrido el Ejército, se decretó el servicio militar obligatorio y se instauraron nuevos cursos de adiestramiento para los reclutas.

### Los años de Chongqing
Finalizada la conferencia militar, Chiang se mudó a la remota y provinciana ciudad de Chongqing, en el Sichuán occidental. Pasó allí los seis años siguientes. La situación del Gobierno era delicada: las provincias que aún controlaba eran en general pobres y atrasadas, pese al traslado de parte de la industria de las regiones orientales al interior. La producción textil y férrea eran escasas, las líneas de comunicaciones, muy deficientes y la producción de alimentos, exigua. Para paliar la escasez de alimentos, se implantaron programas de venta obligatoria de grano al Gobierno, que resultaron en opresión del campesinado y gran corrupción, que Chiang no castigó suficientemente y que produjeron revueltas campesinas.

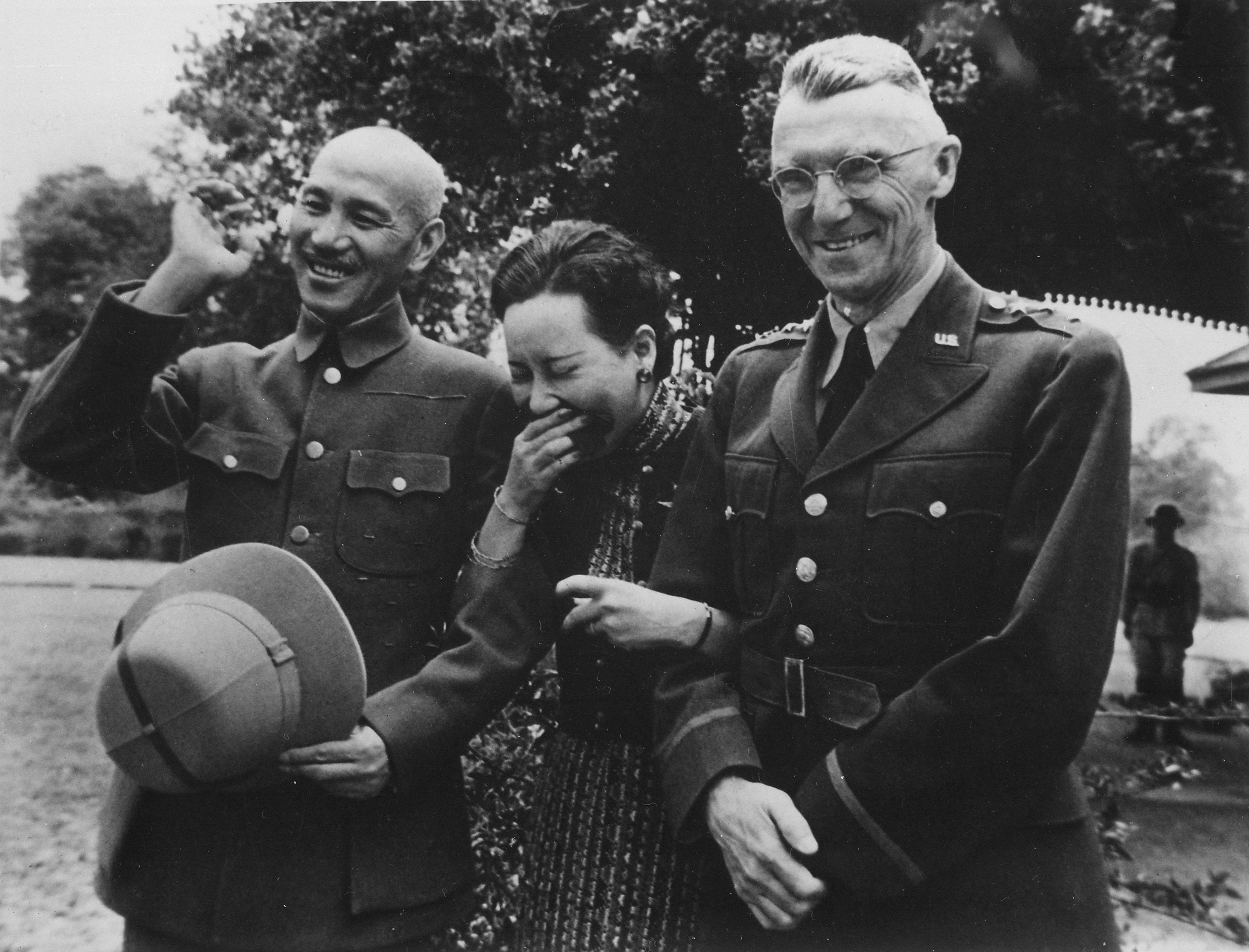
Chiang, su esposa y el general estadounidense Joseph Stilwell. La cordialidad aparente escondía la gran tirantez de la relación entre el matrimonio y el general, que acabó siendo relevado de su puesto de jefe del Estado Mayor de Chiang.

Pese a contar desde el comienzo de la guerra con poderes dictatoriales y acaparar una cantidad excesiva de cargos que no podía desempeñar con eficacia, la posición de Chiang era débil. A finales de 1938, el Ejército había quedado prácticamente desbaratado y las unidades que quedaban estaban muy diezmadas. Gran cantidad de oficiales carecían de la necesaria formación, tanto básica como militar y muchos de los de alta graduación tenían un historial de rebeliones contra su Gobierno. Los caciques militares recuperaron su poder territorial gracias a la debilidad del Gobierno central. Los intentos de reconstituir las fuerzas armadas chocaron con la escasez de armamento y medios, la deserción y las malas condiciones en que vivían los soldados, a menudo reclutados por la fuerza. A pesar de que se debían reclutar un millón y medio de hombres al año, el Ejército siguió contando con cuatro millones de soldados, los mismos que tenían en 1938, antes de la implantación de las levas. La insistencia de Chiang por controlar en detalle los movimientos de tropas, a menudo sin conocer la situación de las unidades, entorpecía las operaciones. Sus críticos le acusaban de rodearse de aduladores, gente más fiel que capaz que no cuestionaba sus decisiones. El traslado de la sede de gobierno de Wuhan a Chongqing también puso fin al periodo de tolerancia con la disidencia y aumentó la represión de los opositores. El Kuomintang perdió dos tercios de sus miembros —muchos de ellos afiliados por las ventajas de ser miembro del partido— y la falta de debate interno lo debilitó. Mientras, el entorno de Chiang se hallaba dividido en diversas camarillas rivales.
La situación económica era además grave: entre 1937 y 1939, el gasto gubernamental creció en un tercio, especialmente por las operaciones militares, mientras que los ingresos se redujeron en dos tercios. Incluso con los créditos obtenidos de los Estados Unidos y el Reino Unido, Chiang se hallaba escaso de fondos. Para cuadrar las cuentas, el Gobierno chino optó por imprimir dinero. Si en 1937 la emisión de yuanes había sido de un millardo cuatrocientos cincuenta mil, a comienzos de la década siguiente alcanzó los quince millardos. El resultado fue un hundimiento de la cotización de la divisa y una enorme inflación. En 1941, los precios comenzaron a duplicarse cada año, en parte también por las malas cosechas y la escasez de productos manufacturados. A la carestía de la vida le acompañó un gran aumento de la corrupción, tanto por codicia como por necesidad, ya que los sueldos a menudo no llegaban para cubrir las necesidades.
A mediados de 1939, las esperanzas de Chiang de revertir la situación militar y de obtener la cooperación de las potencias pareció factible: los chinos habían repelido la acometida japonesa contra Changsha, los soviéticos parecían a punto de entrar en guerra contra Japón tras la batalla de Jaljin Gol y los estadounidenses habían decidido no renovar su tratado comercial con Japón y no aceptar sus conquistas en Asia. La mejora fue efímera: los soviéticos, tras la firma del Pacto Ribbentrop-Mólotov, alcanzaron una tregua con los japoneses y redujeron notablemente la ayuda militar a Chiang, mientras que los nipones aumentaron sus efectivos en China y en 1940 realizaron un desembarco en Guangxi y conquistaron Nanning. Para contrarrestar las victorias japonesas, Chiang ordenó una gran ofensiva de invierno, aun cuando el ejército aún se estaba recuperando de las derrotas anteriores. A pesar de las adversas condiciones, los ejércitos chinos consiguieron avanzar brevemente a comienzos de 1940 hacia Kaifeng y Wuhan, pero no alcanzaron sus objetivos y en abril se abandonaron los ataques. Fue la última gran ofensiva china; a partir de entonces, Chiang confió en que los Estados Unidos finalmente tendrían que enfrentarse a Japón y lo vencerían. Mientras, desplegó las fuerzas que le quedaban para tratar de controlar a sus rivales políticos, tanto caciques militares como comunistas. Durante el verano de 1940, sin embargo, la situación china empeoró, tanto por la derrota francesa que facilitó la llegada de fuerzas japonesas a Indochina como por la decisión británica de cerrar temporalmente la carretera de Birmania, por exigencia de Japón.
A principios de 1941 se produjeron choques entre las fuerzas leales a Chiang y las comunistas, que marcaron el principio del fin de la cooperación entre las dos partes. Chiang dejó de abastecer al Ejército rojo chino, bloqueó Yan'an y continuó los ataques a algunas unidades comunistas. Creció también la represión de los disidentes.
A finales de año, tras el ataque a Pearl Harbor, los estadounidenses entraron finalmente en guerra con Japón. Las relaciones entre el general estadounidense Joseph Stilwell, nombrado jefe del Estado Mayor chino para reforzar la cooperación entre los nuevos aliados, y Chiang, sin embargo, fueron pésimas, en parte por sus caracteres, opuestos. Entre otras diferencias, Chiang no estaba dispuesto a aceptar las reformas que los estadounidenses deseaban imponer y que veía como una intromisión en los asuntos chinos. Para él, los planes estadounidenses eran una amenaza política; de Washington deseaba medios para sostenerse, no consejos políticos. Además, los estadounidenses lo trataban con un aliado secundario: las decisiones estratégicas de los Aliados se tomaban sin participación de representantes chinos. En el verano de 1942, con el frente del Norte de África en peligro, los estadounidenses decidieron enviar parte de sus aviones destinados en la India a Egipto, sin consultar a Chiang ni a Stillwell; esto impelió a Chiang a amenazarlos con abandonar la guerra y firmar la paz con Japón si no aumentaba la ayuda militar que recibía. Los estadounidenses aceptaron algunas de sus condiciones, pero no se tomaron en serio la amenaza de Chiang, más preocupados por la situación de otros frentes.
En noviembre de 1943, Chiang asistió a la Conferencia de El Cairo, que confirmó la importancia de China como una de las cuatro potencias —si bien la menor de ellas— que iban a regir el mundo en la posguerra. El prestigio obtenido en la conferencia, no obstante, no se correspondía con la debilidad china. En el frente, Japón mantenía la iniciativa, a pesar de la ayuda estadounidense a Chiang, más de medio millón de soldados se habían pasado a las filas de los diversos regímenes projaponeses, la inflación estaba desatada (un 243 % ese año) al igual que la corrupción, los ingresos estatales apenas cubrían un octavo de los gastos y el 60 % del presupuesto lo acaparaba la guerra. En torno a un cuarto de la población estaba desplazada y en la sequía que aquejó al sur del país murieron más de un millón de personas.

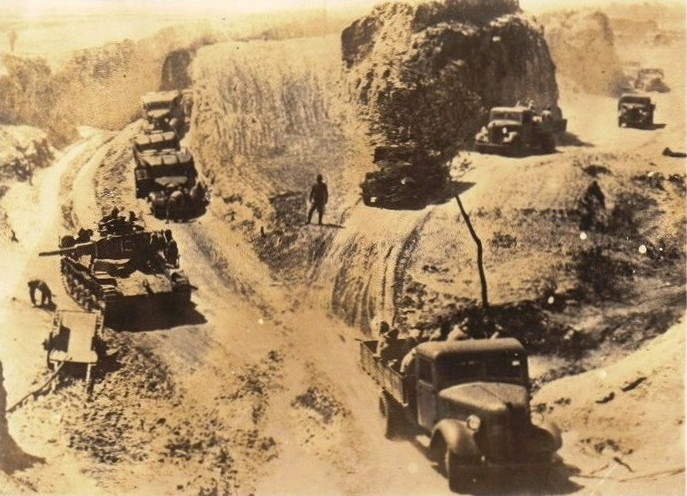
Unidades japonesas avanzando hacia Luoyang durante la Operación Ichi-Go, la mayor de la guerra, que partió en dos los territorios del Gobierno de Chongqing en 1944. Los avances japoneses, sin embargo, no lograron doblegar la voluntad del Gobierno chino de seguir combatiendo.

En la posterior Conferencia de Teherán, a la que Chiang no asistió, el resto de aliados decidió retrasar las operaciones en Birmania para dar prioridad a los desembarcos en el Mediterráneo. A pesar de esto, Chiang decidió actuar por su cuenta y permitió a Stillwell atacar en Birmania; con dominio del aire, el general estadounidense comenzó la ofensiva para recuperar el contacto con China el 21 de diciembre. En China, sin embargo, los japoneses emprendieron en la primavera de 1944 la mayor ofensiva de la guerra en China, la Operación Ichi-Go. El objetivo de la campaña era unir Manchukuo con Cantón e Indochina. El imparable avance japonés hacia el sur parecía conducir a la partición en dos del territorio chino y el Gobierno nacionalista perdió decenas de miles de hombres en los combates. En mayo los japoneses conquistaron por fin Changsha; en agosto, Hengyang; y, tras penetrar en Guangxi, en octubre y noviembre se hicieron con Guilin —donde había un gran base aérea aliada— y Nanning. La ofensiva nipona coincidió con el desenlace del conflicto entre Chiang y Stillwell y con una crisis entre el mandatario chino y su esposa. Chiang exigió y obtuvo finalmente el relevo de Stillwell en octubre. El fin de la ofensiva japonesa supuso una mejora de la situación militar, aunque dejó diversas zonas del sur del país arrasadas.
Pese al pesimismo estadounidense por la situación militar y política y la creciente tensión entre nacionalistas y comunistas, Chiang se mantuvo como caudillo indiscutido en su territorio y en mayo fue reelegido en el sexto congreso del Kuomintang. Por las mismas fechas, obtuvo un puesto fijo en el Consejo de Seguridad de las Naciones Unidas para China, señal de que esta era una de las grandes potencias mundiales.
En junio de 1945, Chiang firmó un acuerdo con Stalin en el que, a cambio de algunas concesiones en Manchuria, este reconocía a los nacionalistas como legítimo Gobierno chino y limitaba el tiempo durante el cual los soviéticos desplegarían tropas en esta región —la más industrializada del país—. El pacto, que disgustó a los comunistas chinos, tenía como meta impedir que los soviéticos entregasen la zona a sus correligionarios chinos. Dos meses más tarde, la rendición japonesa tras el bombardeo nuclear estadounidense sorprendió a Chiang, pues este esperaba que la guerra se prolongase al menos un año más.

## Posguerra y guerra civil
Acabada la guerra entre China y Japón con la rendición japonesa en Nankín del 9 de septiembre, se reanudó el enfrentamiento entre nacionalistas y comunistas chinos.
Chiang envió sus mejores unidades a Manchuria. Los Estados Unidos colaboraron con el despliegue de las fuerzas de Chiang: cooperaban únicamente con ellas y ordenaron a los japoneses que se rindieran a ellas, y no a las comunistas, lo que aumentó a hostilidad de estas hacia los estadounidenses. En el otoño de 1945, se celebraron reuniones entre Mao y Chiang, en las que los dos bandos no alcanzaron ningún acuerdo relevante. Únicamente aceptaron convocar una asamblea nacional con representación de los principales grupos políticos para tratar los asuntos del país. El corresponsal de Reuters describió la situación de la siguiente manera:

Ninguno de los dos bandos confía en el otro, ni está dispuesto a ser el primero en ceder. Cada uno intenta que su rival no pueda formar un bloque provincial bajo su control. Ambos desean hacerse con el poder político, civil, militar y territorial. Al mismo tiempo, ambos afirman desear la democracia, la unidad, la libertad y la nacionalización de los ejércitos.

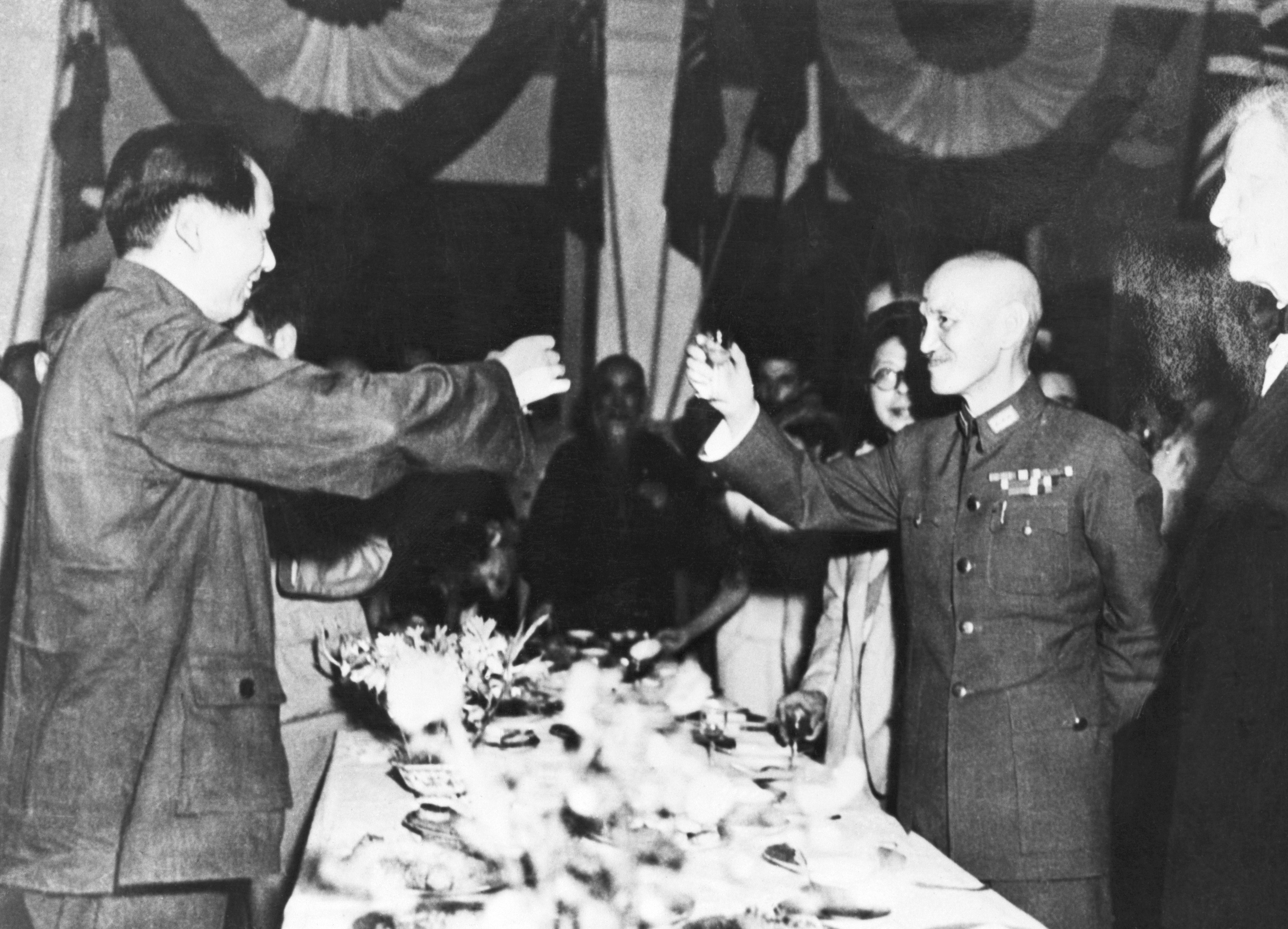
Mao y Chiang, durante las fallidas negociaciones del otoño de 1945, que no lograron acabar con las diferencias entre comunistas y nacionalistas.

A finales de noviembre, el presidente estadounidense Truman nombró al general Marshall enviado especial y embajador, para mediar entre las dos partes y evitar enfrentamientos. En enero de 1946, el general consiguió que se proclamase una tregua. La desconfianza entre los dos bandos, en todo caso, frustró la mediación estadounidense, que coincidió además con una ayuda cada vez mayor en armamento y logística a los nacionalistas.
Como Stalin no deseaba enfrentarse con los Estados Unidos en aquel momento, las protestas de Chiang por algunos incidentes con las tropas soviéticas en Manchuria hicieron que ordenase a los mandos soviéticos que cooperasen con Chiang, lo que facilitó, junto con la ayuda de los estadounidenses, que se adueñase de la región. El poderío aparente de Chiang se basaba, sin embargo, en la cooperación que había logrado hasta entonces de estadounidenses y soviéticos, pues no contaba con tropas suficientes para controlar Manchuria si los comunistas decidían impedirlo por la fuerza. Aunque el Ejército era teóricamente numerosísimo, en realidad las unidades de calidad apenas eran media docena, con unos once mil hombres cada una. Decidido a no ceder políticamente ante los comunistas ni a aceptar los consejos estadounidenses de cooperación con estos, terminó optando por resolver la rivalidad mediante las armas, en un momento de gran debilidad militar tras la larga guerra con Japón.
No solo Chiang había retomado su antiguo anhelo de acabar militarmente con sus enemigos comunistas, sino que el retorno de sus partidarios a los territorios liberados de la ocupación japonesa también supuso a menudo una vuelta a la situación anterior a la guerra. Algunos de ellos se apoderaron de bienes de aquellos acusados de colaboracionismo con los japoneses, y el Estado expropió edificios y fábricas. Si en la Manchuria urbana se extendió la corrupción, en las zonas rurales la población sufrió la vuelta del viejo orden. Con las tropas gubernamentales regresaron la corrupción, los terratenientes y la opresión de los campesinos y se anularon las reformas agrarias aplicadas durante la guerra por los comunistas en algunas comarcas. Esta situación fomentó la aparición de bandas guerrilleras que hostigaban a las fuerzas del Gobierno y sus partidarios en el campo y, posteriormente, facilitaron las operaciones de las unidades comunistas. A nivel nacional, la oligarquía dominante no logró mejorar la situación económica del país, ni acabar con la gran inflación. La creación de una nueva moneda en agosto de 1948, el yuan de oro, emitido para tratar de acabar con la inflación y mejorar la situación económica, no alcanzó su objetivo.

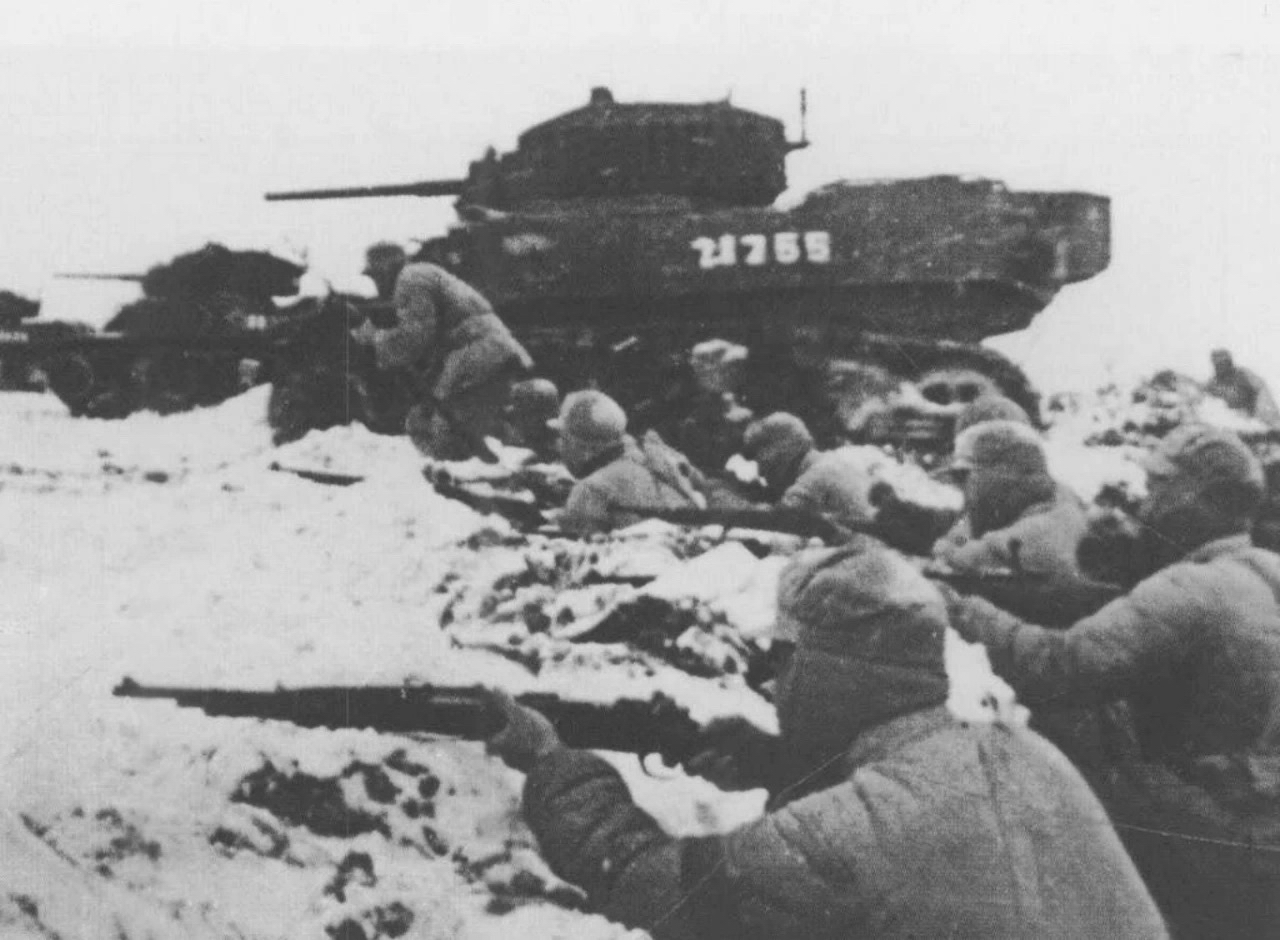
Soldados del Ejército Popular de Liberación comunista combatiendo en la importante batalla de Huai-Hai. La victoria que obtuvieron en esta les allanó el camino al Yangtsé.

La polarización de la guerra fría desbarató la intención de Chiang de obtener el apoyo tanto de estadounidenses como de soviéticos para derrotar definitivamente al enemigo. En marzo de 1946, mientras aceptaba la mediación del general estadounidense Marshall con la esperanza de obtener más ayuda de los Estados Unidos, exigió la retirada de las tropas soviéticas de Manchuria. Aunque esta tuvo lugar, para entonces los soviéticos habían entregado gran cantidad de armamento japonés a los comunistas chinos, que emprendieron a continuación una ofensiva en la zona. Por otra parte, las gestiones de Marshall empezaban a resultar inútiles ante el rechazo de nacionalistas y comunistas a llegar a un acuerdo y formar una coalición. Empeñado en alcanzar la victoria militar y no compartir el poder, Chiang logró recuperar las ciudades manchúes que en la primavera de 1946 habían sido conquistadas por el enemigo. No obstante, Marshall amenazó con retirar la ayuda americana y poner fin a su mediación si no se detenía la ofensiva y Chiang accedió, lo que permitió a los comunistas reforzar sus posiciones en Manchuria y otras regiones del país. Temporalmente, en todo caso, la suerte de la guerra sonrió a Chiang: los primeros dieciocho meses de la contienda fueron en general favorables a sus fuerzas, gracias tanto al número de tropas empleadas como a la ayuda estadounidense o la habilidad de los mandos nacionalistas. En agosto de 1947, Chiang hizo una visita simbólica a Yan'an, tomada por sus fuerzas y de la que los comunistas se habían retirado. Aun así, sus soldados estaban cada vez más concentrados en las ciudades y unidos principalmente por líneas férreas cada vez en peores condiciones por los sabotajes del enemigo, que se hacía cada vez más fuerte en las zonas rurales. Las disputas entre los mandos nacionalistas y la intromisión de Chiang en las operaciones complicaban además la coordinación.
Los comunistas comenzaron a contraatacar a principios de 1947, mandados por Lin Biao. En enero Marshall había abandonado la mediación, fracasada, y el país. Aunque durante el verano los comunistas sufrieron algunas derrotas, durante el otoño habían logrado ya cercar a las fuerzas gubernamentales en las ciudades. En el resto de China, los nacionalistas sufrieron varias derrotas. Los principales combates, sin embargo, se continuaron librando en Manchuria, donde los dos bandos tenían sus mejores unidades. En el verano de 1948, los comunistas acometieron una nueva ofensiva: con setecientos mil hombres, casi el doble de los que disponían los nacionalistas, contaban también con apoyo campesino. Los cambios de mandos nacionalistas no lograron mejorar la situación. Las ciudades, cercadas, se abastecieron por aire, aunque insuficientemente. El 1 de noviembre de 1948, Mukden, la principal ciudad del sur de Manchuria, cayó en manos de las unidades comunistas.

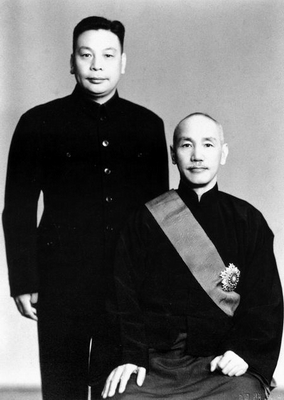
Chiang Kai-shek junto a su hijo Chiang Ching-kuo en 1948.

En noviembre de 1947, el Kuomintang convocó una asamblea nacional, a la que tanto los comunistas como la Liga Democrática China se negaron a acudir. La asamblea aprobó una nueva Constitución, que se promulgó el 1 de enero de 1948 y se basaba en el ideario de Sun Yat-sen. En las elecciones celebradas en los territorios controlados por el Gobierno en noviembre de ese año, el Kuomintang resultó ganador, y Chiang fue elegido presidente de la república por los diputados en abril de 1948. Ante la adversa situación militar, Chiang trataba de reforzar su posición política, reuniendo una Asamblea Nacional en Nankín que lo eligió presidente con poderes extraordinarios, si bien solo sus correligionarios del Kuomintang participaron en las sesiones, de las que se excluyó tanto a los comunistas como a la Liga Democrática. El mayor gesto de desafío de los delegados fue elegir a Li Zongren vicepresidente en lugar de a Sun Fo, el candidato de Chiang. En todo caso, la asamblea, alegando la situación de guerra civil, otorgó a Chiang poderes especiales que le permitían soslayar los límites de la nueva Constitución.
A finales de 1948, los ejércitos gubernamentales perdieron las batallas del río Huai y sufrieron cientos de miles de bajas. Al mismo tiempo, la crisis económica se agravó. La reforma monetaria había fracasado y el control gubernamental del territorio era cada vez más precario. En Año Nuevo Chiang realizó una oferta de paz a los comunistas, pero con unas condiciones que resultaron inaceptables para estos. Poco después, a mediados de enero, cayó la estratégica ciudad de Xuzhou. Los ejércitos enemigos se aprestaron a cruzar el Yangtsé y apoderarse de Nankín y Shanghái, mientras en el norte tomaban Tianjin. Chiang comenzó a preparar Taiwán, que Japón había entregado tras la derrota en la guerra mundial, como base de los nacionalistas. El disgusto de la población local por la llegada de los nacionalistas desde el continente, que produjo roces, culminó en una revuelta que fue aplastada brutalmente; se calcula que en ella murieron entre cinco y veinte mil personas.
Chiang siguió rechazando toda presión para pactar con el enemigo, a pesar de las continuas derrotas militares. Los intentos de obtener mayor ayuda estadounidense fracasaron, y el 21 de enero de 1949 Chiang anunció la dimisión, un nuevo caso de retiro aparente de la política, que siguió controlando. Desde su retiro en Xikou, siguió dando órdenes a los generales y entrometiéndose en asuntos políticos. Frustró además los planes del presidente Li Zongren de establecer una línea defensiva a lo largo del Yangtsé al ordenar el general que defendía Shanghái, Tang Enbo, que se mantuviese en la ciudad y soslayase cualquier orden para abandonarla. Deseaba seguir obteniendo fondos y tropas de la ciudad para trasladarlos a Taiwán. Li trató en vano de que Chiang retomase oficialmente el poder o se exiliase, pero no lo logró; este siguió preparando su vuelta providencial al tiempo que mantenía a aquel enfrascado en los problemas gubernamentales.
Una vez concluida la operación de traslado de las reservas de oro y plata, de la burocracia estatal y de fuerzas militares suficientes a Taiwán, Chiang reanudó abiertamente su actividad política, volando a Cantón, donde entonces se hallaba el Gobierno, en julio de 1949. Creó un nuevo organismo, cuya presidencia se arrogó, para dominar la actividad del Kuomintang, nombró gobernador de Fujian al fiel Tang Enbo y dispuso los siguientes planes militares, sin consultar al Gobierno. Esto no detuvo el avance comunista, que alcanzó Gansu, Xinjiang y, tras la proclamación de la República Popular China el 1 de octubre, del mismo Cantón. El Gobierno nacionalista se trasladó a Chongqing, que cayó también el 1 de diciembre. El 8 de aprobó el traslado de la capital a Taiwán, a donde Chiang voló el 10.

## Gobierno en Taiwán
A lo largo de 1949, se establecieron en Taiwán numerosos altos cargos y simpatizantes del régimen republicano.[cita requerida] Alrededor de un millón y medio de chinos continentales se refugiaron en Taiwán.
Durante los veintiséis años que transcurrieron desde 1949 hasta su muerte, Chiang Kai-shek gobernó Taiwán como dictador. El 1 de marzo de 1950, se proclamó presidente de China. Los sucesivos congresos del Kuomintang (en 1952, 1957 y 1963) siguieron eligiéndolo como presidente del partido. La indiferencia estadounidense hacia Chiang desapareció repentinamente con el estallido de la guerra de Corea y Truman envió a la 7.ª Flota en junio para proteger Taiwán.
En mitad de la Guerra Fría, gozó de la protección estadounidense, de ayuda económica y militar y conservó hasta 1971 el puesto de China en el Consejo de Seguridad de las Naciones Unidas; ese año la organización reconoció finalmente al Gobierno de la República Popular China como legítimo.
 Alrededor de 1960 y aprovechando el caos desatado en el continente por el Gran Salto Adelante, pretendió infructuosamente invadirlo con ayuda y armas —también bombas nucleares— estadounidenses.
También, durante su época en Taiwán, la isla gozó de crecimiento económico, llegando en 1952 el país a tener tan solo 8. 8 de la población de la isla en condición de desempleo.  Pese a la distensión entre la república popular y los Estados Unidos que aconteció en la década de 1970 y perjudicó las aspiraciones de Chiang, este se mantuvo convencido hasta su muerte de ser el único gobernante legítimo de China.

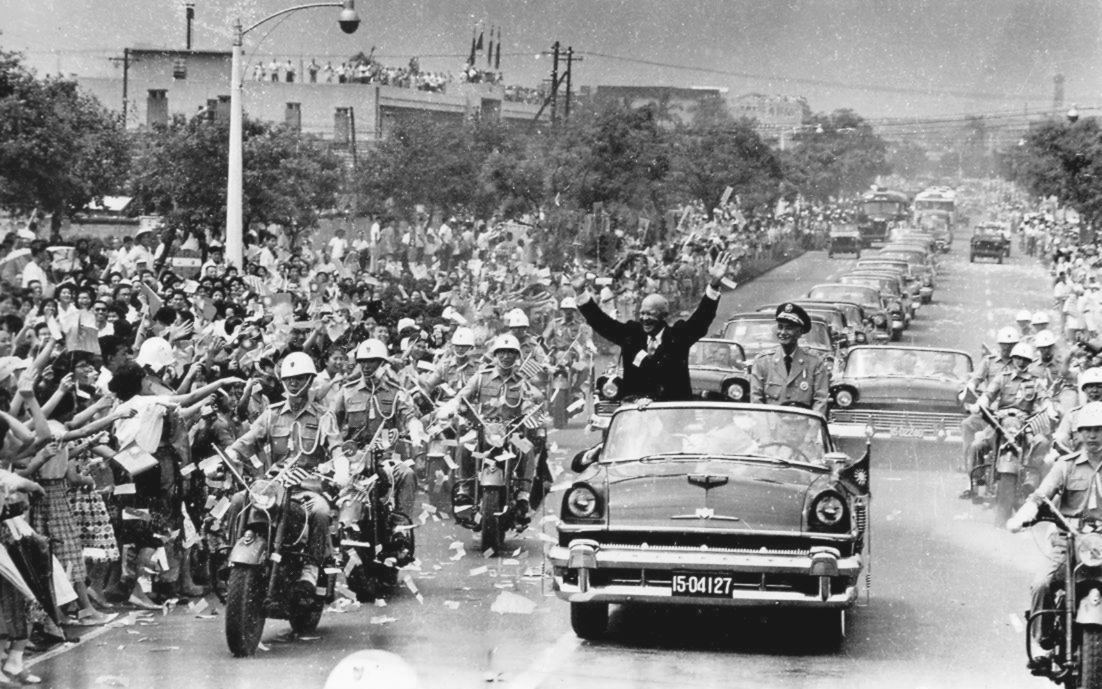
Chiang Kai-shek con el presidente estadounidense Eisenhower en 1960.

La política económica fue un éxito, y Taiwán consiguió unas tasas altísimas de crecimiento económico. Sin embargo, en el plano político, Chiang, que siempre vio a Taiwán como una estación de paso hacia la reconquista de China, impuso la ley marcial y un sistema que no toleraba ningún tipo de disidencia política. Fue considerado un déspota por su papel en el periodo del "Terror blanco".
Entre 1949 y hasta 1987, fecha del levantamiento de la ley marcial, bajo el reinado de Chiang y de su hijo, miles de personas consideradas hostiles al gobierno fueron torturadas y asesinadas.
Falleció de un infarto el 5 de abril de 1975, tras sufrir varias neumonías. A su muerte, le sucedió su hijo Chiang Ching-kuo, que iniciaría una apertura política limitada.
El cadáver de Chiang Kai-shek se encuentra aún hoy a la espera de un entierro definitivo, que él deseaba que se celebrara en su localidad natal, en la provincia china de Zhejiang. La imposibilidad de un funeral de Estado en el territorio de la República Popular ha mantenido el cadáver de Chiang en una tumba provisional desde su muerte en 1975. En 2004, ante la evidencia de que el entierro en el continente no sería posible, la viuda del hijo de Chiang, Chiang Ching-kuo, pidió que ambos, padre e hijo, fuesen enterrados definitivamente en Taiwán. La ceremonia, prevista en un principio para 2005, se ha pospuesto de manera indefinida. En 2017 más de 200 estatuas de Chiang Kai-shek, fueron retiradas de los colegios y de los edificios oficiales de la isla.
| Predecesor: Él mismo (como Presidente del Gobierno nacionalista)Li Zongren | Presidente de la República de China 1948-1949 1950-1975                     | Sucesor: Li ZongrenYen Chia-kan                                     |
| Predecesor: Tan YankaiLin Sen                                              | Presidente del Gobierno nacionalista 1928-1931 1943-1948                    | Sucesor: Lin SenÉl mismo (como Presidente de la República de China) |
| Predecesor: Tse-ven SoongWang JingweiH. H. KungTse-ven Soong               | Primer ministro de la República de China 1930-1931 1935-1938 1939-1945 1947 | Sucesor: Chen MingshuH. H. KungTse-ven SoongChang Chun              |
| Predecesor: Zhang Renjie                                                   | Presidente del Kuomingtan 1926-1927                                         | Sucesor: Woo Tsin-hang y Li Yuying                                  |
| Predecesor: Hu Hanmin (como Presidente)                                    | director general del Kuomingtan Presidente: 1936 - 1938 1936-1975           | Sucesor: Chiang Ching-kuo (como Presidente)                         |